# 索道

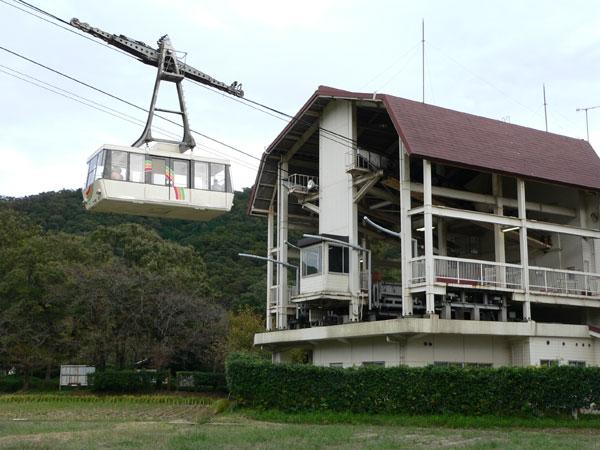
書写山ロープウェイ（書写駅/姫路市）、複線交走式の普通索道

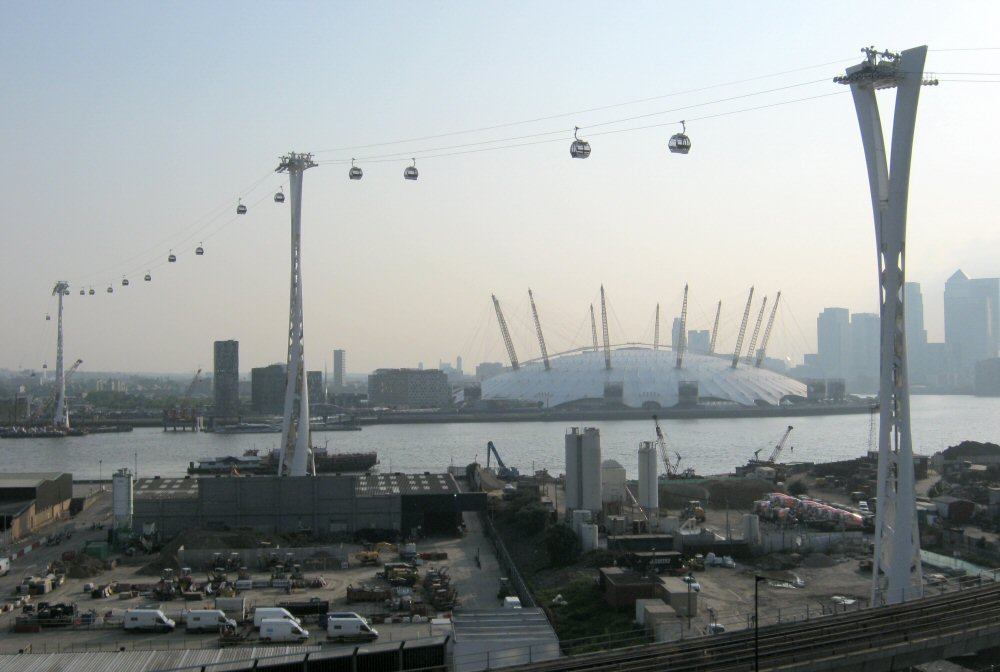
ロンドンのテムズ川横断ロープウェイ エミレーツ・エア・ライン

索道（さくどう）は、空中に渡したロープに吊り下げた輸送用機器に人や貨物を乗せ、輸送を行う交通機関。ロープウェイ (ropeway) 、ゴンドラリフト、スキー場などのリフトなどが索道に含まれる。
英語では、aerial tramway（エリアル・トラムウェイ）、aerial lift（エリアル・リフト）、gondola lift（ゴンドラ・リフト）、cable car（ケーブル・カー）、telecabine（テレキャビン）と呼ばれるが、日本ではケーブル・カーは通常索道（ケーブル）で引かれて地面のレール上を動く乗り物をいう。

## 概要

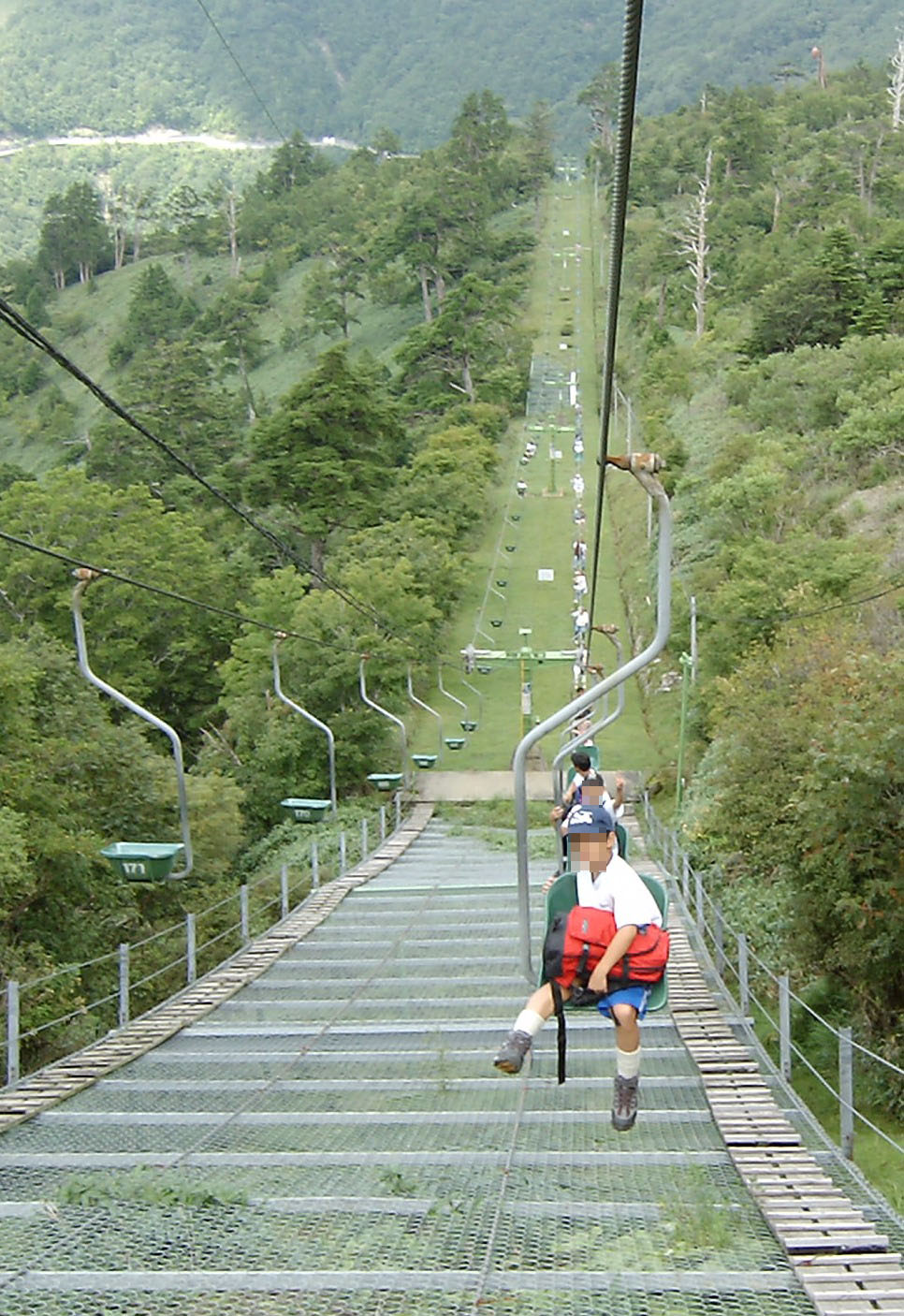
剣山登山リフト（美馬市）、単線固定循環式の特殊索道（リフト）

駅と駅の間に架空したスチールロープ（鋼索）に、人や荷物などを載せるための搬器を懸垂させて輸送を行う。路線の途中にロープを支えるための複数の滑車を備えた支柱を設けるタイプと、途中に支柱を設けないタイプの2種類がある。後者は前者と比べて支柱の建造費用の抑制というメリットがあるが、風による揺動を原因にした脱線事故が起こりやすく、荷重制限のため搬器もあまり多数を同時に運用できないので、効率は良くなかった。そのため、日本では昭和30年代以降はこのタイプで規模の大きな索道の新設は避けられるようになった。
地形の影響を受けにくく急勾配や急斜面にも対応できるほか、谷などの横断も比較的容易で、同じ地形でほかの交通と比較すると、建設コストを低廉に抑えることができる。そのため山間部の観光地やスキー場など主に山岳における輸送に用いられる。人員輸送のほかにも、建設業や林業などにおける資材や製品の輸送など、産業分野でも幅広く利用される。山小屋や山奥の温泉旅館など、自動車が走行できる道路が通じていない場所へ物資を輸送するために専用の索道が作られている例もある。
1990年代以降新しい形態のロープウェイ、複式単線 (DLM) フニテルが世界中で普及し始め、2000年頃から日本でも箱根、谷川岳、蔵王等で旧来のロープウェイが置き換えられ、運行されている。

## 歴史
紀元前250年の中国華南で書かれた書物に、ロープを介した人間が移動する絵が記述されており、中国やインドなどの険しい山岳部の移動手段として「溜索」（古代名：撞）という名で数千年も使用されてきた。
15世紀になると、それまで動力に馬などが利用されていたのが風車・水力・重力などの動力を使う構想がなされるようになっていった。

### 用途
人間の移動だけでなく、鉱業の採掘物、農作物・材木の移動にも利用された。
また、アルプス山脈周辺の国々は、第一次世界大戦と第二次世界大戦中に駄獣に分割して載せられるようにしたもので短期間で建築して移動するシステムを開発し、イタリア人によるものだけで2000本のロープウェイが施設され、兵士や物資、傷病兵の移送に使用された（第一次世界大戦中の軍用ロープウェー）。
ハイライン - 船舶間の物資輸送用に使用されるシステム

## 構成
架空されたワイヤロープに懸垂させた搬器をロープによって駆動して運行する。

### 各部の名称
日本の索道規則（昭和22年運輸省令第34号、1987年廃止、後述）では「架空した索条に搬器をつるして運送する設備をいう」とされた。
索条（さくじょう）とは空中に渡したロープのことで、搬器（はんき）とは吊り下げられている輸送機器のことである。索条は搬器を支持するための支索（しさく）、搬器を牽引するための曳索（えいさく）、搬器を支持しながら牽引する支曳索（しえいさく）に分類される（方式により異なる。後述）。搬器は箱型やかご型のもの、椅子型になっていて乗客が直接座るものがある。箱型やかご型の搬器は通俗的に「ゴンドラ」とも呼ばれる。また、旅客用のロープウェイは、安全上の理由から搬器の走行輪と係合する支索は1本または2本、搬器を牽引する支曳索の2本の3線または4線を架設することが規則で定められている。
支索は通常の鉄道やケーブルカーにおける軌条、曳索はケーブルカーにおける鋼索、搬器は車両に相当する。

### 搬器の種類
ロープウェイ
観光地に多く使われている。ドアの付いた密閉式の搬器であることが多いが、窓が開閉可能なものもある。
ゴンドラリフト
1つの搬器で搬送できる人数が4人から12人と効率的で、かつ乗客数に応じて搬器の数を調整できるが、設置に高い経費がかかる。スキー場に設置されていることが多い。山岳地帯以外での設置例は博覧会での会場内輸送機関（1970年の日本万国博覧会でのレインボーロープウェイ、1989年横浜博覧会、1990年の国際花と緑の博覧会等）や、東京ディズニーランドでの「スカイウェイ」、よみうりランドでのスカイシャトル、横浜市のYOKOHAMA AIR CABINがある。
チェアリフト
最もよく使われている搬器。1つの搬器で1人～8人を搬送できる。搬器の前方で待機し、搬器に直接着座する。スキー場や観光地など、さまざまな場所で利用されている。
自走式搬器
搬器にエンジンなどの動力源を搭載し、リモコン操縦により搬器自身で移動を可能にしたもの。木材などを搬器からワイヤーで吊るすなどして貨物輸送を行う。2025年現在では該当する輸送設備は日本国内に存在せず、新興ベンチャーによって開発されている自走式ロープウェイは運輸省令による索道規則上の索道ではないため注意が必要。信号設備を持つなど、軌道法による規制を受けるため自走式モノレールが適切な呼称である。
コンクリートバケット
生コンクリートを打設する際に使用する搬器。日本最大のバケットは黒部ダム建設に使われたもので、9立方メートルの容積を有した。

## 分類

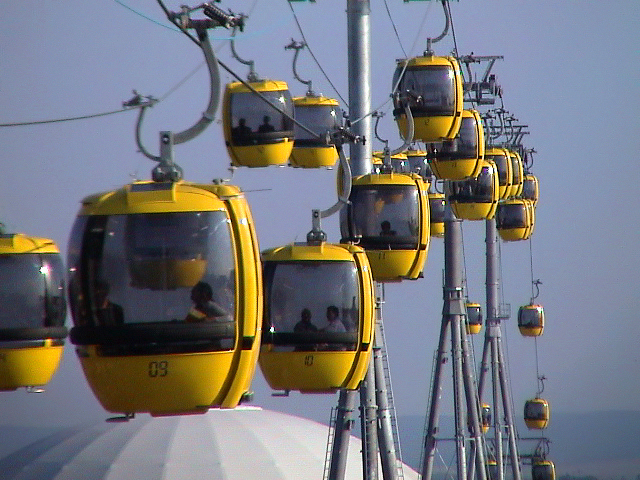
単線自動循環式のゴンドラ、ハノーヴァー万国博覧会の会場にて
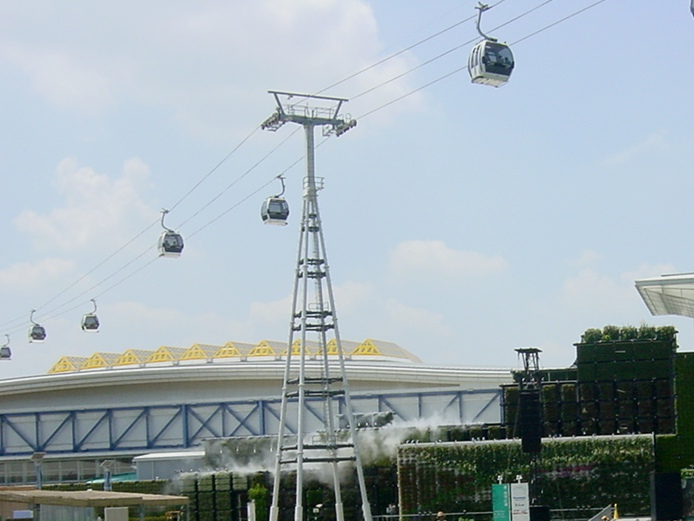
愛知万博の会場内交通「キッコロゴンドラ」、自動循環式の普通索道（ゴンドラリフト）
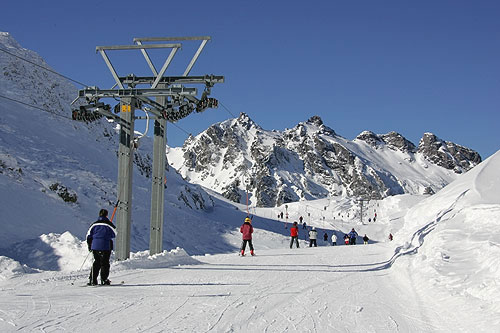
滑走式リフト（スイス）
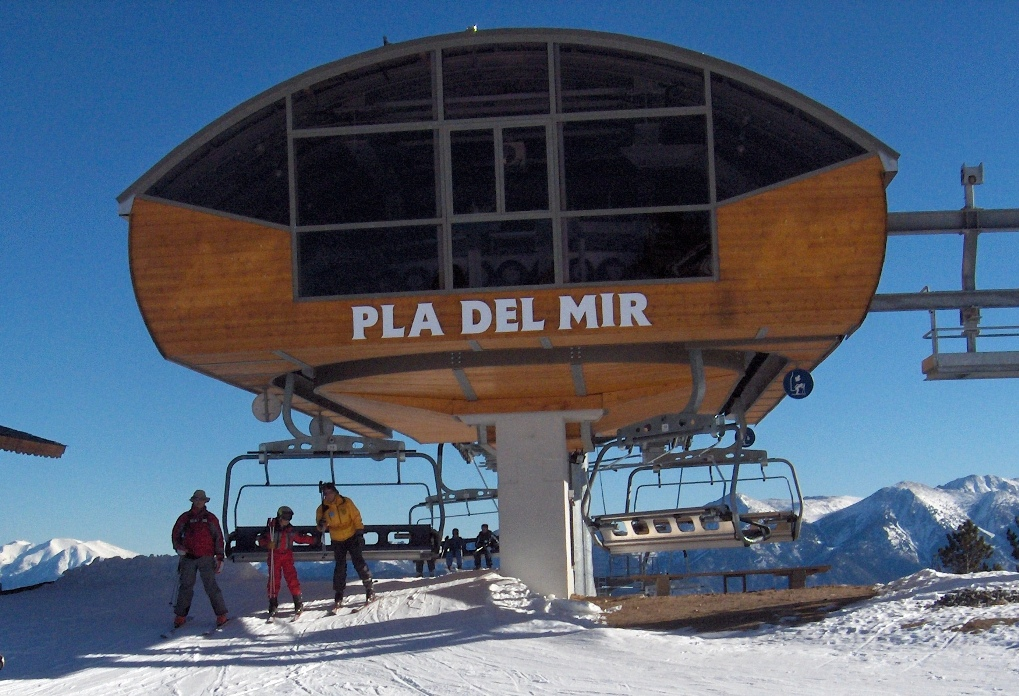
単線自動循環式の6人乗りリフト（オーストリア）
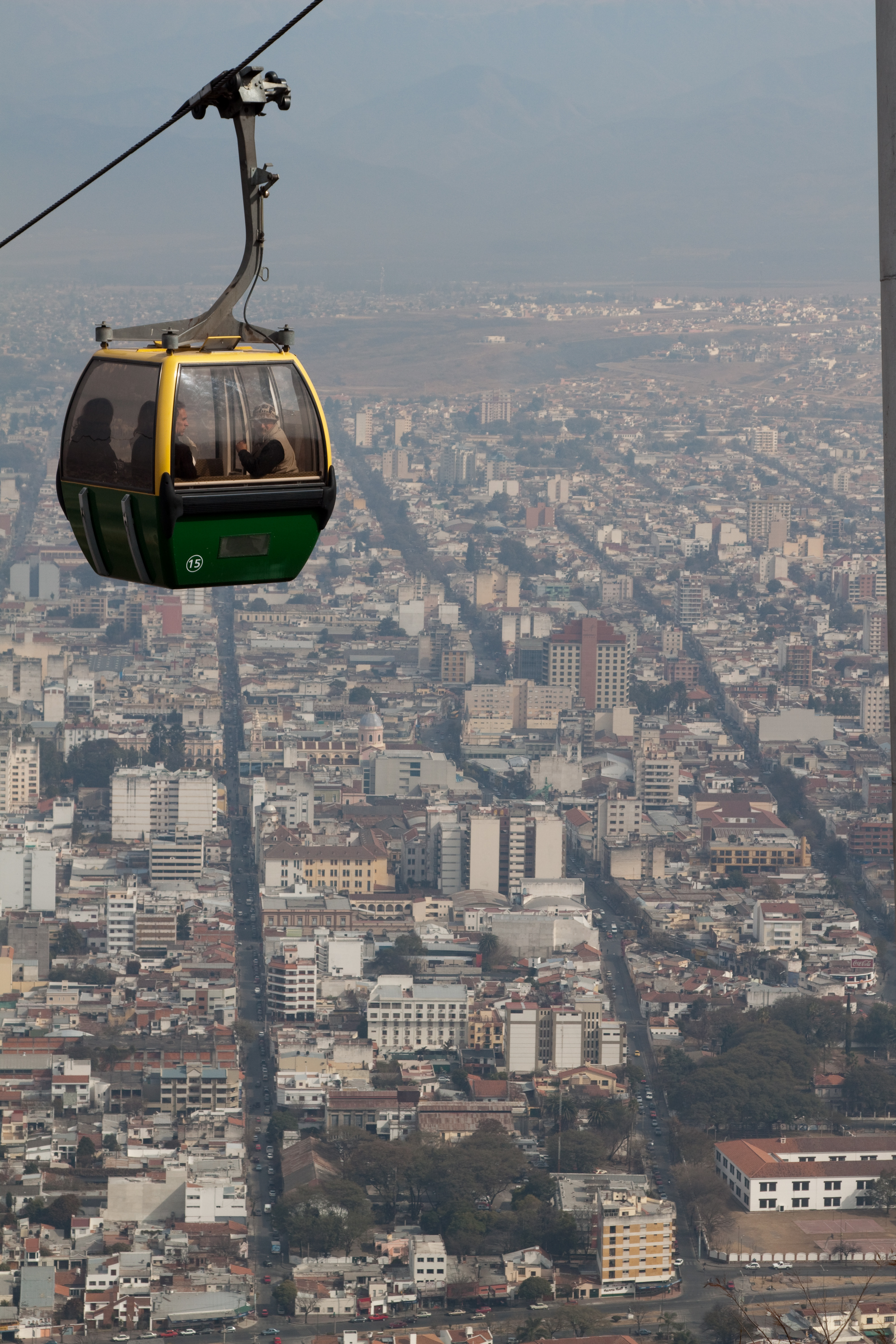
アルゼンチン・サルタ

### 支持牽引方法
複線（二線式）
搬器を支える支索と搬器を牽引する曳索とに索条が分かれているものである。通常の鉄道における複線とは意味が異なり、複数の索条があることをさすものではない。
三線式
複線の曳索が二本あるもの。かつては安全面から曳索を二本以上備えることが法令で定められていたため用いられた。また欧州など日本国外では、日本とは逆に支索が二本で曳索が一本の方式が普及しており、この中で自動循環式のものは3Sロープウェイと呼ぶ。
単線
1本の索条（支曳索）で搬器を支え牽引するもの。これも通常の鉄道における単線とは意味が異なる。リフト、ゴンドラリフトはこれに当たる。
複式単線
2本の並行させた支曳索で搬器を支え牽引するもの。横風に強い利点がある。2本の支曳索の間隔が搬器の横幅より広いものをフニテル (Funitel) と呼ぶ。

### 走行方式
交走式
起点停留場と終点停留場間に架空された支索に2台の搬器を懸垂させ、これらを曳索で接続して駆動させることで搬器が交互に行き交うようにした方式。つるべ式に2つの搬器が往復するもので、ケーブルカーと同様の方式である。搬器は常に同じ側の索条を往復し、片道分の時間がそのまま待ち時間となるため、輸送力は循環式に比べると多くはない。このため搬器は定員数十名から100名ほどの大型の物が多い。
固定循環式
起点停留場と終点停留場の滑車間に架空された支曳索に、搬器を一定間隔で懸垂し、握索装置を利用して循環させる方式。ほとんどは定員1 - 8名のチェアリフトが使われ、スキー場などの特殊索道で多く導入されている。基本的に乗降時の減速は無いが、普通索道では乗降時に路線上の全ての搬器を減速または停止させるパルスゴンドラという方式があるほか、スキー場のチェアリフトにおける近年の物は係員への申し出によっての減速操作が可能となっている。その他、乗車停留場に「ローディングカーペット」と呼ばれるベルトコンベア様式の乗車補助装置が設けられる事もある。ローディングカーペットの速度をチェアリフト搬器よりもやや遅く動かす事で地面・ローディングカーペット・チェアリフト搬器とのそれぞれの相対的な速度差を小さくして乗りやすくする。
自動循環式
自動循環式は、起点停留場と終点停留場の滑車間に架空された支曳索又は曳索を循環させ、搬器に自動握索装置を設けて停留場への到着時には自動的に放し（放索）、出発時には搬器速度に合わせて固定（握索）するようにした方式。定員4 - 12名ほどの小型の搬器（ゴンドラリフト等）や、スキー場などの定員2 - 8名の高速リフト（デタッチャブルリフト）でよく使用される。乗降時には固定循環式よりも低速になり、線路上ではかなりの高速となるため、近年の主流となっている。
滑走式
滑走式は、旅客がスキー・スノーボード等の滑走具を装着したまま、搬器に掴まる・跨がる・背中や腰にあてがうなどして雪面上を移動する方式。総称として滑走式リフトやシュレップリフト等と言い、構造によりロープトゥ・リフト、Tバーリフト、Jバーリフト、プラッターリフト、リングバーリフトと呼ばれるほか、テレスキー・シュレップリフト等とも呼ばれる。設置費用は最も安く済むが、構造上、極端な急斜面や谷を挟んだ地形などで使用する事は出来ず、ほとんどは初心者向けコースに設置されるが、その乗降や滑走にはある程度のスキーの技量が要求される。また、ロープウェイや他の構造のリフトと異なり全線の圧雪・平滑化・除雪（必要以上に雪が降り積もった場合）等のコース整備が必要である。なお、滑走式リフトはマジックカーペットと呼ばれる、スキーヤー・スノーボーダー等がベルトコンベア様式のベルトに乗って上昇する物も含まれている。

### 動力
ほとんどの索道で電動機を動力源としており、その電動機は始点駅または終点駅のどちらかに設置されているものがほとんどである。なお、停電時は使用できないため、ディーゼルエンジンなどの非常用発動機が装備されている。構造上、貨物用など限られた搬器以外は動力を持たず、電力供給も受けないことが多い。ただし、電力供給については3Sロープウェイでの例はある。
日本においては、山口きらら博のパルスゴンドラ「きらゴン」で初めて空調装置を搭載した搬器が登場した。これは内燃機関発電機を搭載した電源専用の小型搬器を、乗客用搬器後部に連結する形態を採用していた。またYOKOHAMA AIR CABINでは、駅において急速充電を行うバッテリーシステムを搬器に搭載し、空調装置やLED照明、安全監視装置などの電力供給を行えるようになった。

## 各国での利用

### 日本
日本は世界有数のロープウェイの基数を有しており、大半は山間部で使用されているが、YOKOHAMA AIR CABINやスカイシャトルといった都市部での導入もされている。

#### 旅客輸送
日本国内では2002年現在、公共輸送システムとして約3000基が設置されており、年間5億6000万人余りの旅客を輸送している。
旅客輸送用の索道は、日本では以前は索道規則が根拠法令だったが、1987年に廃止され、以後は鉄道と同様に鉄道事業法にもとづいて運営が行われる。同法では「索道事業」を「他人の需要に応じ、索道による旅客又は貨物の運送を行う事業」と定義している。「索道事業」は、原則として国土交通大臣の許可が必要としている（例外は、専ら貨物を運送するものや、国が経営する索道のとき）。こうして同法で「鉄道事業」ではなく「索道事業」に分類されることから、「鉄道事業」に分類されているトロリーバスやモノレールなどと異なり、鉄道として扱われることはほとんどない。ただし、図鑑などには鉄道として掲載されることもある。単にロープウェイというと、支索と曳索が分かれている複線で、人や貨物を載せる搬器にも車輪がついているものを指す。搬器に車輪が備わっておらず単線自動循環式のものは一般的に「ゴンドラリフト（単にゴンドラとも）」と呼ばれる。
日本において索道は鉄道事業法施行規則第47条により「普通索道」と「特殊索道」に分類されている。
- 普通索道とは「扉を有する閉鎖式の搬器を使用して旅客又は旅客及び貨物を運送する索道をいう」とされ、ロープウェイやゴンドラリフトがこれに相当する。
- 特殊索道とは「外部に解放された座席で構成されるいす式の搬器を使用して旅客を運送する索道をいう」とされ、いす式リフトがこれに相当する。なお、滑走式の索道は「いす式の搬器」を備えていないが特殊索道に含まれる。

1997年5月29日の鉄道事業法施行規則改正以前は、特殊索道はさらに甲種・乙種・丙種の3種類に区分されていた。
- 甲種特殊索道とはスキーリフト専用ではない、いす式のリフト（チェアリフト）である。
- 乙種特殊索道とはスキーリフト専用の、いす式のリフトである。
- 丙種特殊索道とは滑走式の索道（Tバーリフト・ロープトゥ・Jバーリフト・プラッターリフト等）である。

#### 貨物輸送
貨物輸送は、旅客輸送に付随して行われるもののほか、専用の索道を利用して行われる。山間部のダム建設現場への資材搬入や伐採した木材の搬出など、目的に応じて規模や設置（仮設）期間。使用する搬器は多様である。

### 米国
ニューヨークでは都市交通に通勤用・通学用のロープウェイが存在する。

### オーストラリア
オーストラリアの著名なロープウェイにスカイレールがある。地球最古と呼ばれる熱帯雨林を通るルートであり、環境への影響を与えないように、建設には世界初の工法が多く採用され、環境に配慮したロープウェイ建設として高く評価され様々な賞を受賞している。

### ボリビア

2019年3月時点のミ・テレフェリコの路線網（破線部分は建設・計画中）

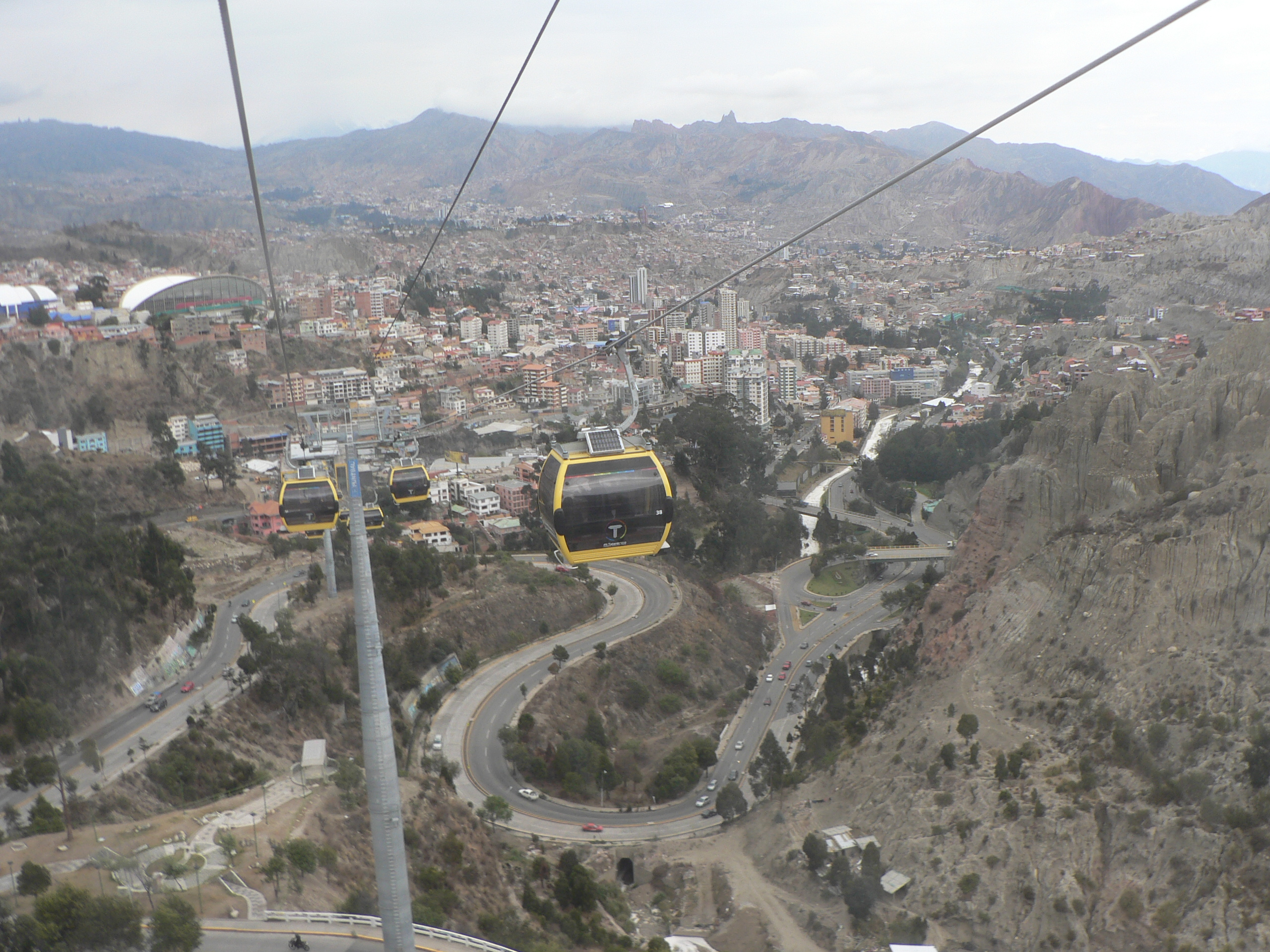
ミ・テレフェリコの "Linea Amarilla" （イエローライン、黄色線）

南米にあるボリビアの事実上の首都ラパスとその近郊都市エル・アルトを含む、人口100万人を超える都市圏ではロープウェイ網「ミ・テレフェリコ」の整備が進んでいる。アンデス山脈の山中にあるラパスは標高3600メートル (m) 以上、エル・アルトは同4100m以上という超高地にあり、従来はこの2都市間を結ぶ公共交通は路線バスしかなかったが、2014年に1期線が開業したミ・テレフェリコは地下鉄より安い建設費で高低差のある両都市を結び、1時間あたり片方向3000人の輸送力を持つ3路線は合計で1日あたり8 - 9万人の輸送人員を記録した。これを受けてボリビア政府は2期線の整備を決定し、2019年3月までに10路線、30.2キロメートルに及ぶ世界最大の都市ロープウェイ路線網が開業した。

## 都市索道
索道はスキー場や山間部の観光用に使われる事例が多かったが、2010年代頃からエミレーツ・エア・ラインやシンガポール・ケーブルカー、ミ・テレフェリコ、ザイルバーン・コブレンツなど、中・短距離の都市交通としてゴンドラリフトや都市型ロープウェイ、3Sロープウェイなどが導入される事例が増えている。
都市索道は従来の交通機関と比べ、以下の特徴があるとされる。
- 空中を通るため、都市空間を有効活用できる
- 自動循環式の場合は待ち時間がなく、定時制に優れる
- 道路渋滞や交通事故に左右されない
- 急勾配や長大スパンにより、丘陵、河川、積雪地域など、地形の影響を受けない
- 橋やトンネルが不要で無人運転も可能なため、建設・維持費等のコストが低い
- 展望が良い
- 排気ガス、騒音が少なく環境への負担が少ない
- バリアフリー対応

これに対し、下記の横浜市の計画に対しては、計画地域の商業事業者から「景観を損ねる」という理由からの反対意見が出されたこともあった。また、上空のゴンドラから見下ろされる地域住民からはプライバシーへの配慮を求められる事もある。その例として、2005年に開催された2005年日本国際博覧会「愛・地球博」では、2つに分散した会場を結ぶためのロープウェイが市街地上空を通過する必要が生じ、その区間ではゴンドラのガラスを白く濁らせて周囲を見えなくする対応がなされた（愛知万博の交通#会場内の交通）。
輸送力では上記のザイルバーン・コブレンツにおいては3Sロープウェイ用の大型の搬器の採用（形式:ZETA、定員35人）により、一方向毎時7600人を確保しているものの、一般的な単線自動循環式ゴンドラリフトのエミレーツ・エア・ラインやミ・テレフェリコでは搬器が小型（形式:OMEGA IV、定員10人）なため一方向毎時最大4000人程度となる。
都市内での導入では「新交通システム」の名で日本各地に普及している自動案内軌条式旅客輸送システム (AGT) 、およびミニ地下鉄などの「中量軌道輸送システム」との比較検討が行われる。
日本の場合、1951年から1953年にかけて東京都渋谷区の渋谷駅前、東急百貨店東横店にあった「ひばり号」の特殊例を除くと本格的な導入事例は2020年代に入るまでなかったものの、2021年4月22日に、日本初の常設型都市索道として桜木町駅～運河パーク駅間にYOKOHAMA AIR CABINが開業した。その他東京都江東区（汐留〜有明）や福岡市（博多駅〜博多港）、横浜市（横浜駅〜みなとみらい地区〜山下埠頭）などにも都市索道の計画・構想がある。

## ギャラリー

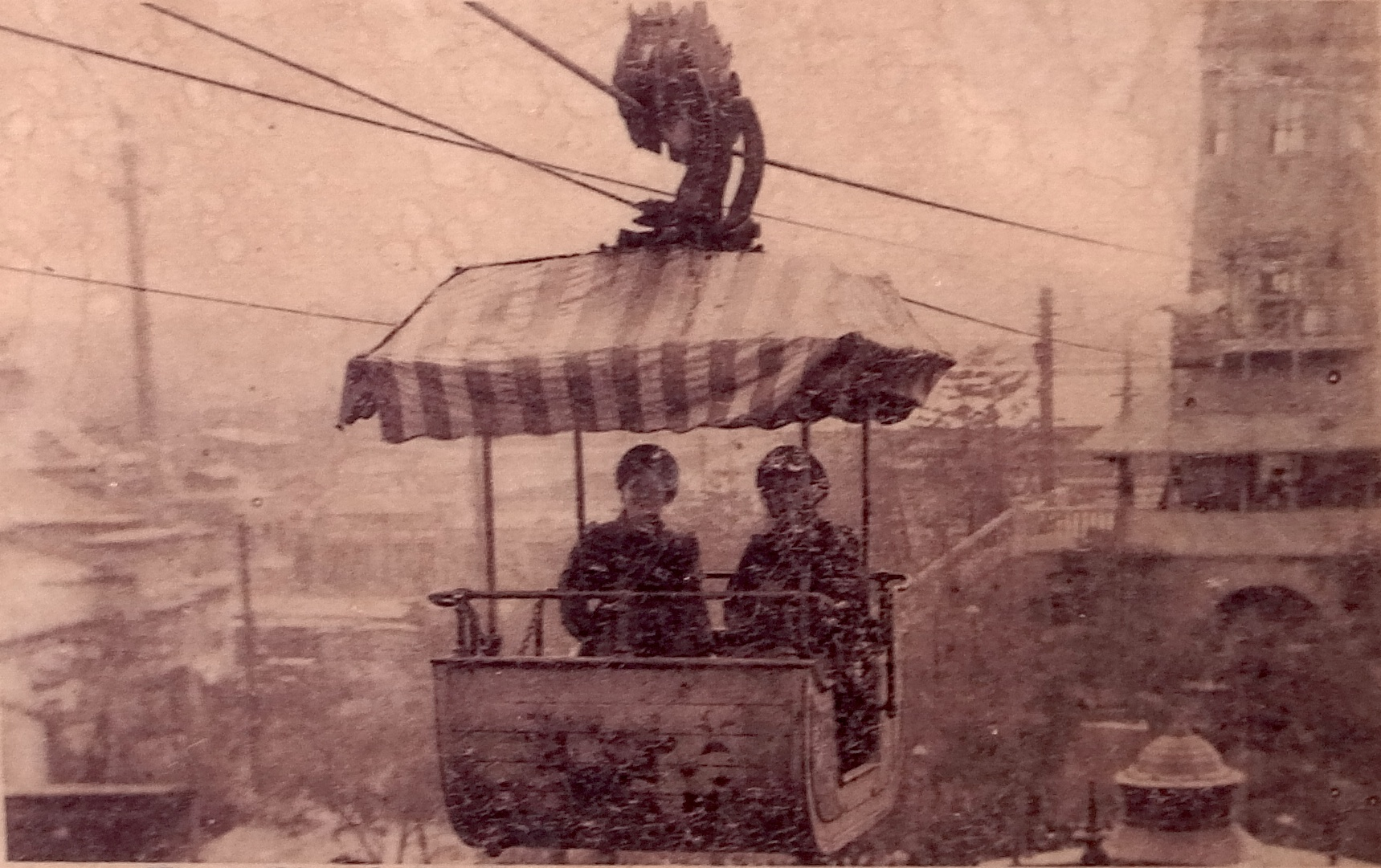
初代通天閣と新世界･ルナパークを結んでいた「ロープ・ウエィ」（1912年 - 1920年）
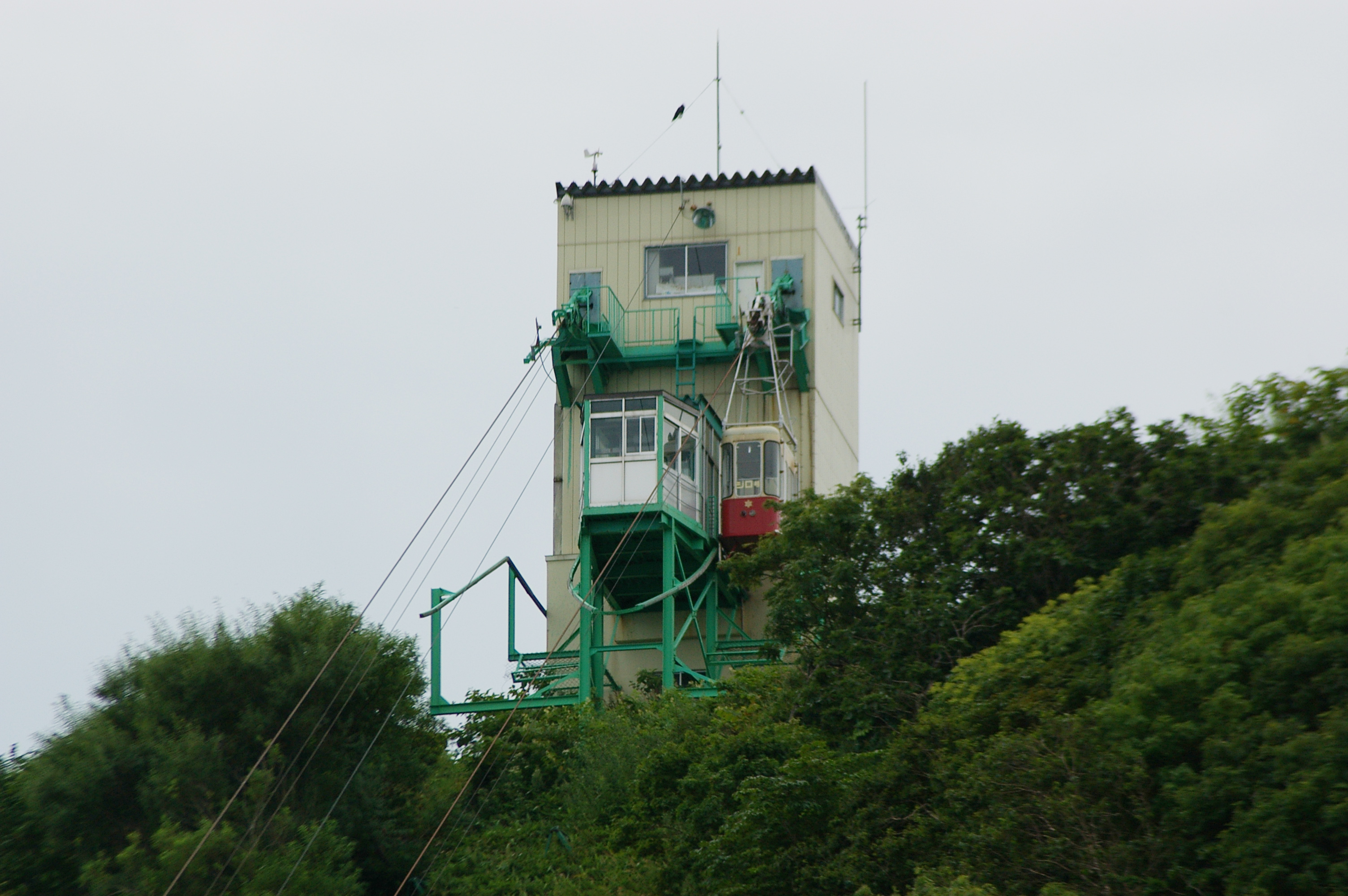
稚内公園ロープウェイ
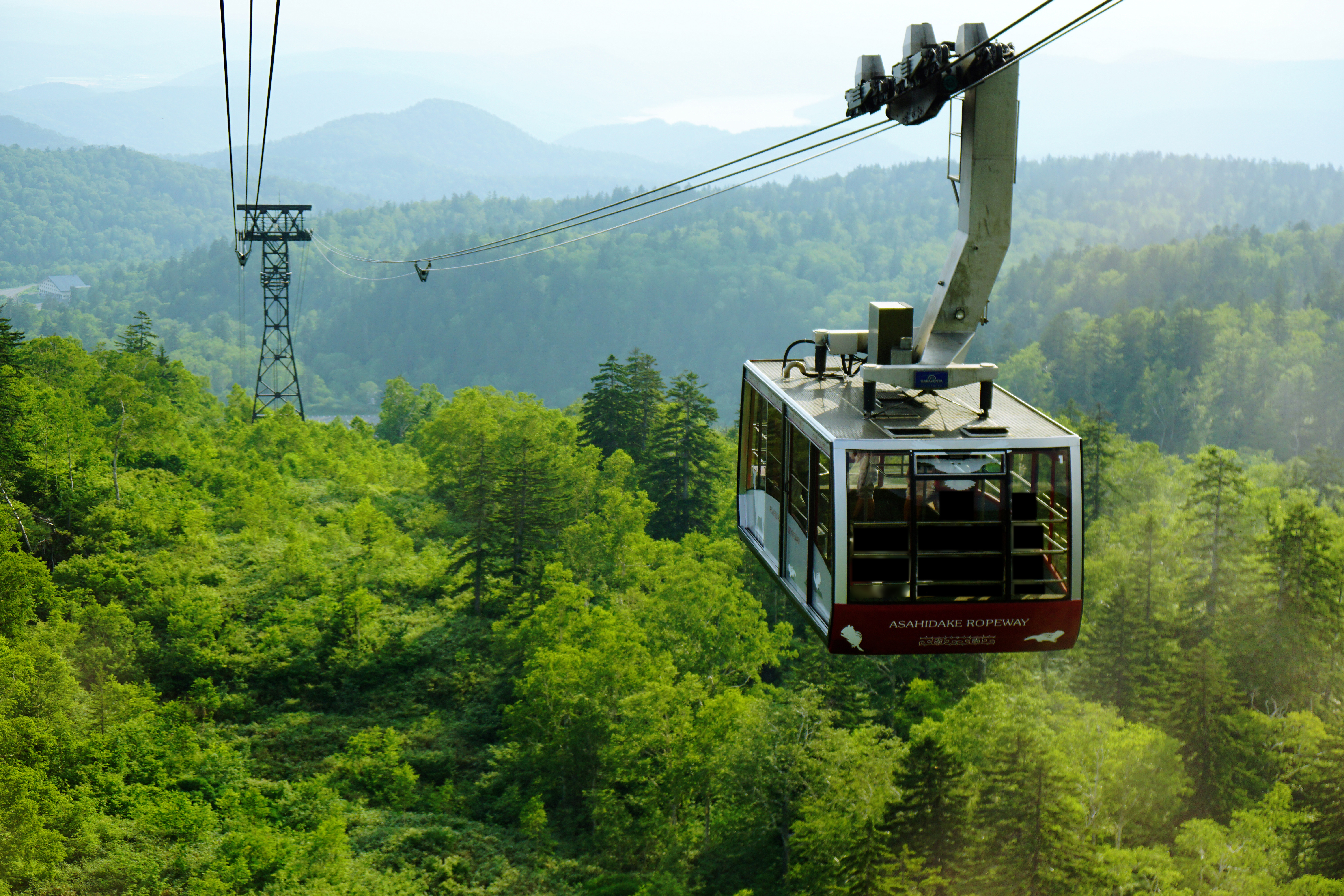
旭岳ロープウェイ
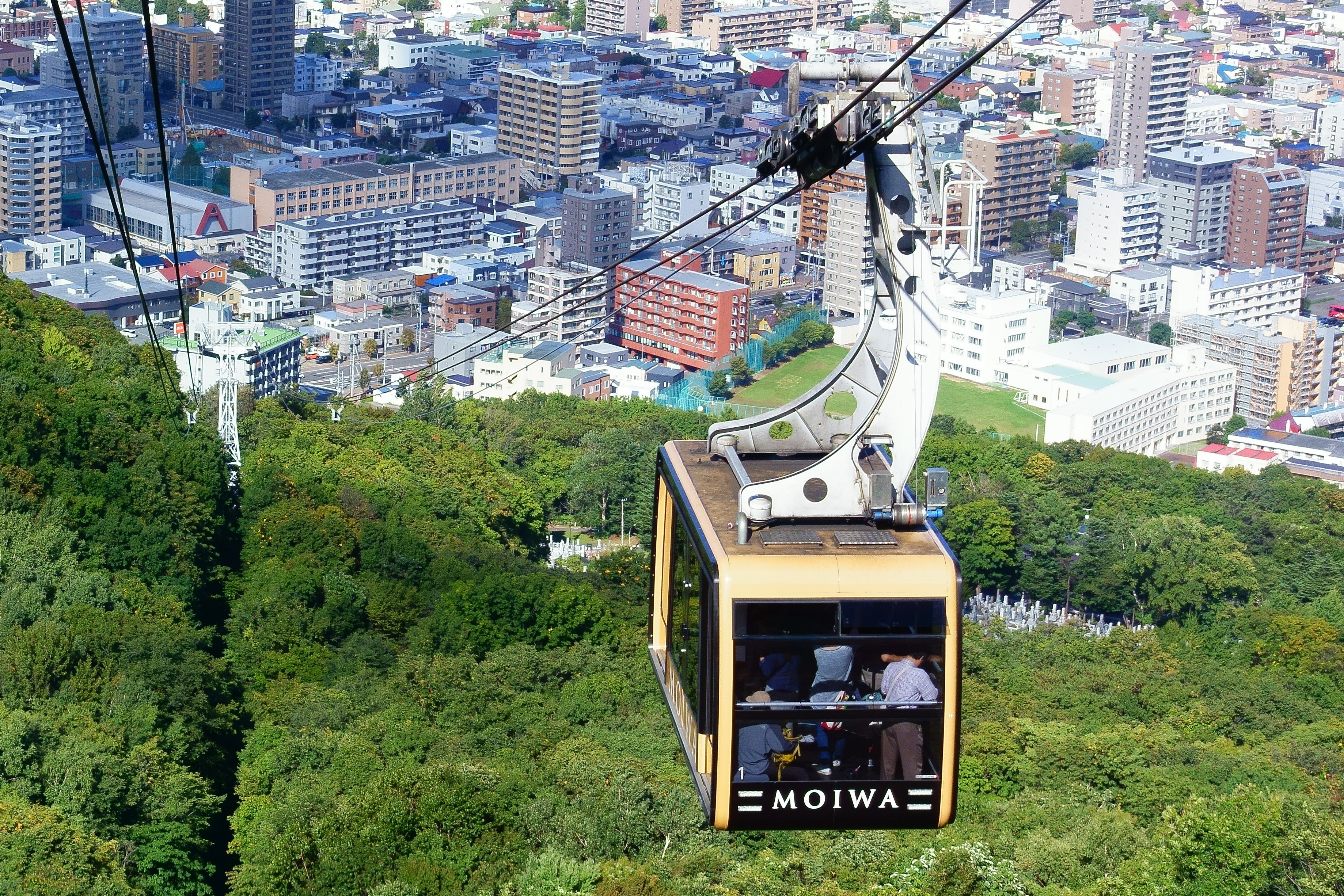
藻岩山ロープウェイ
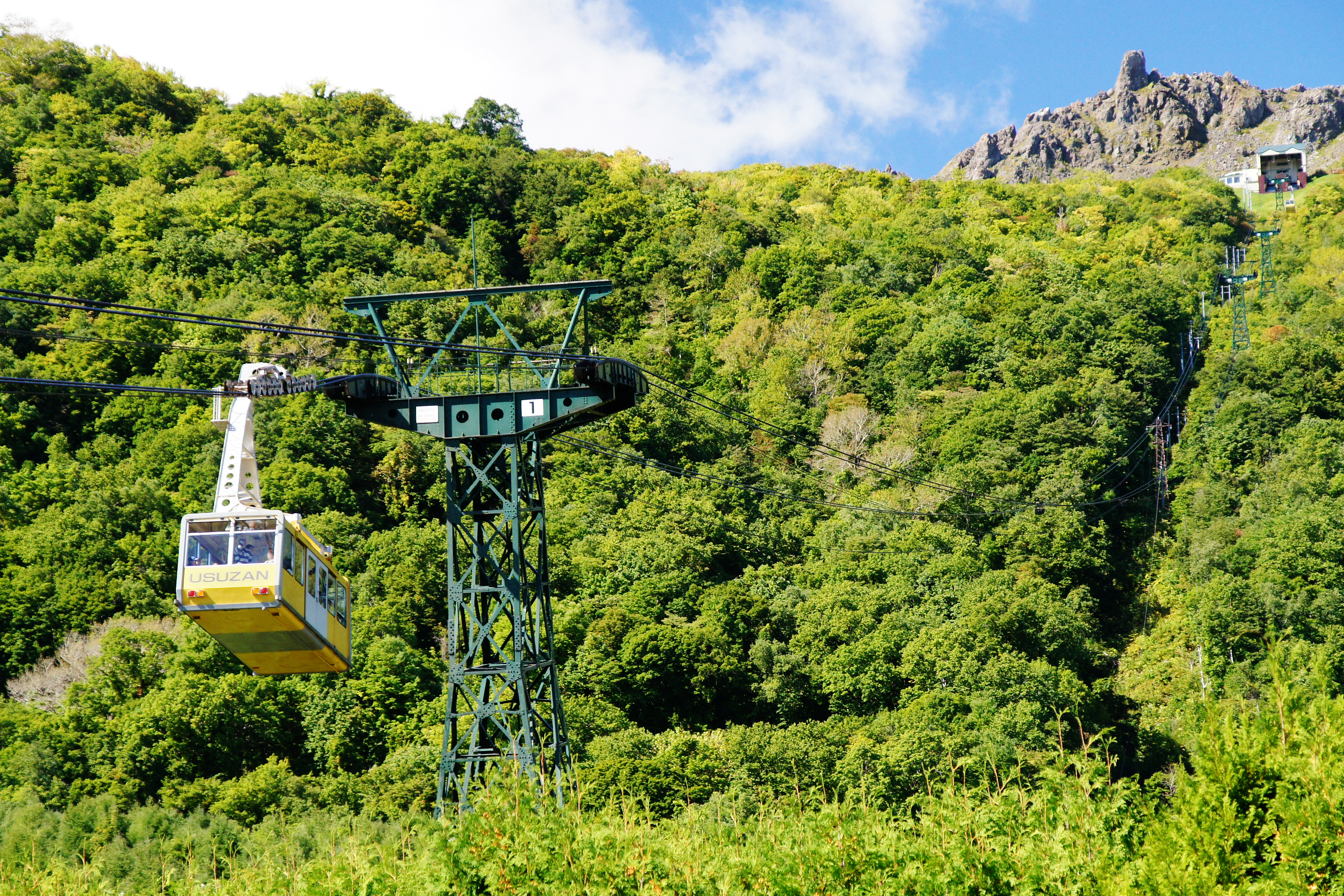
有珠山ロープウェイ
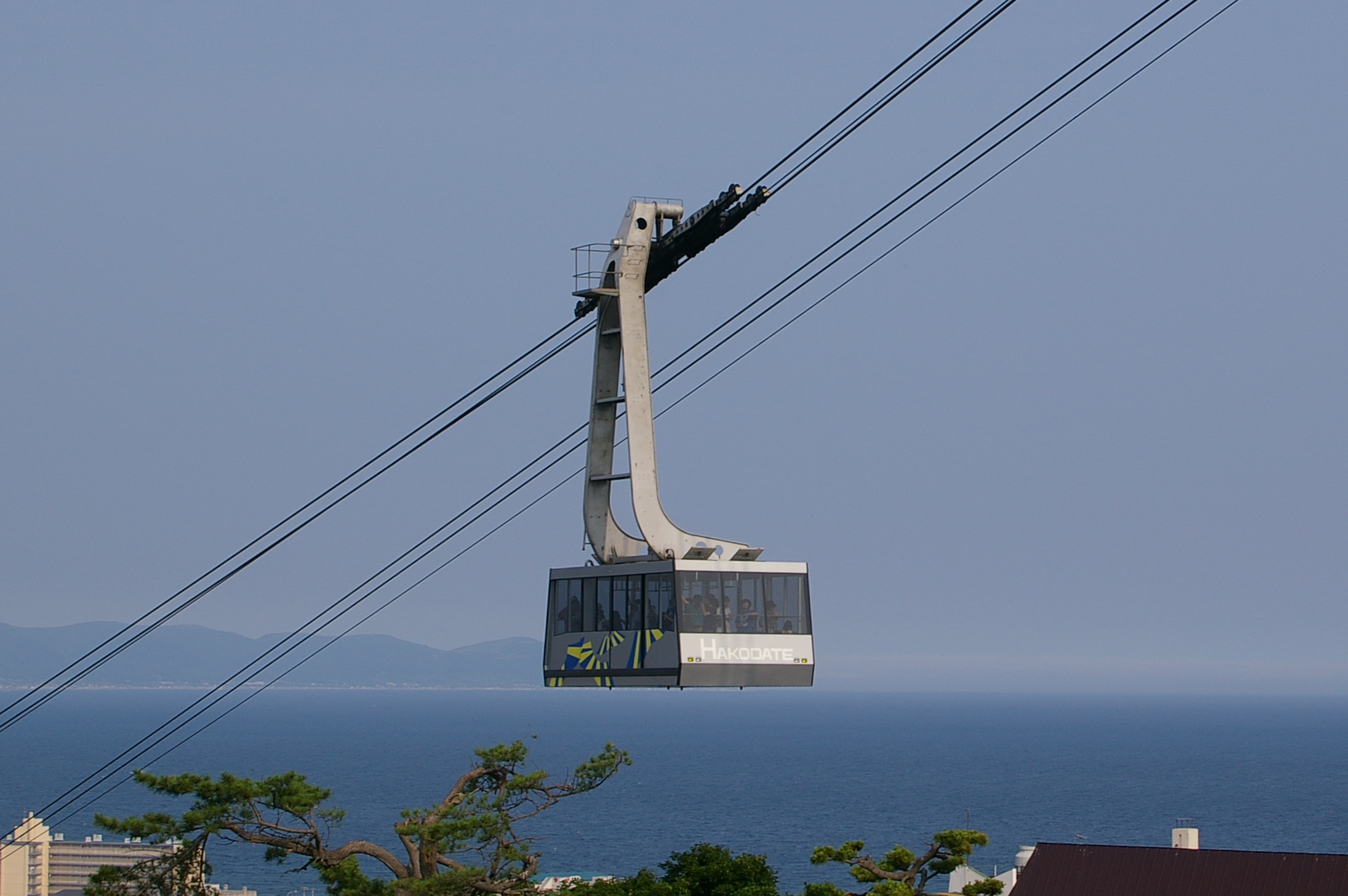
函館山ロープウェイ
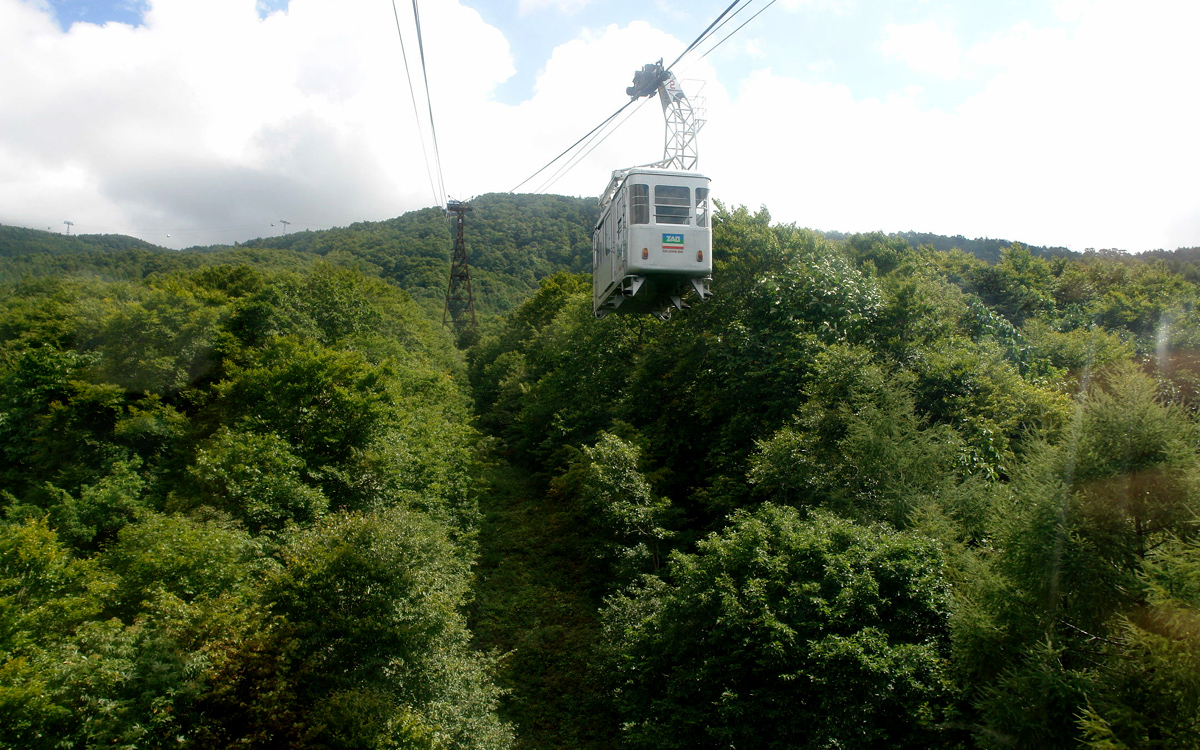
蔵王ロープウェイ
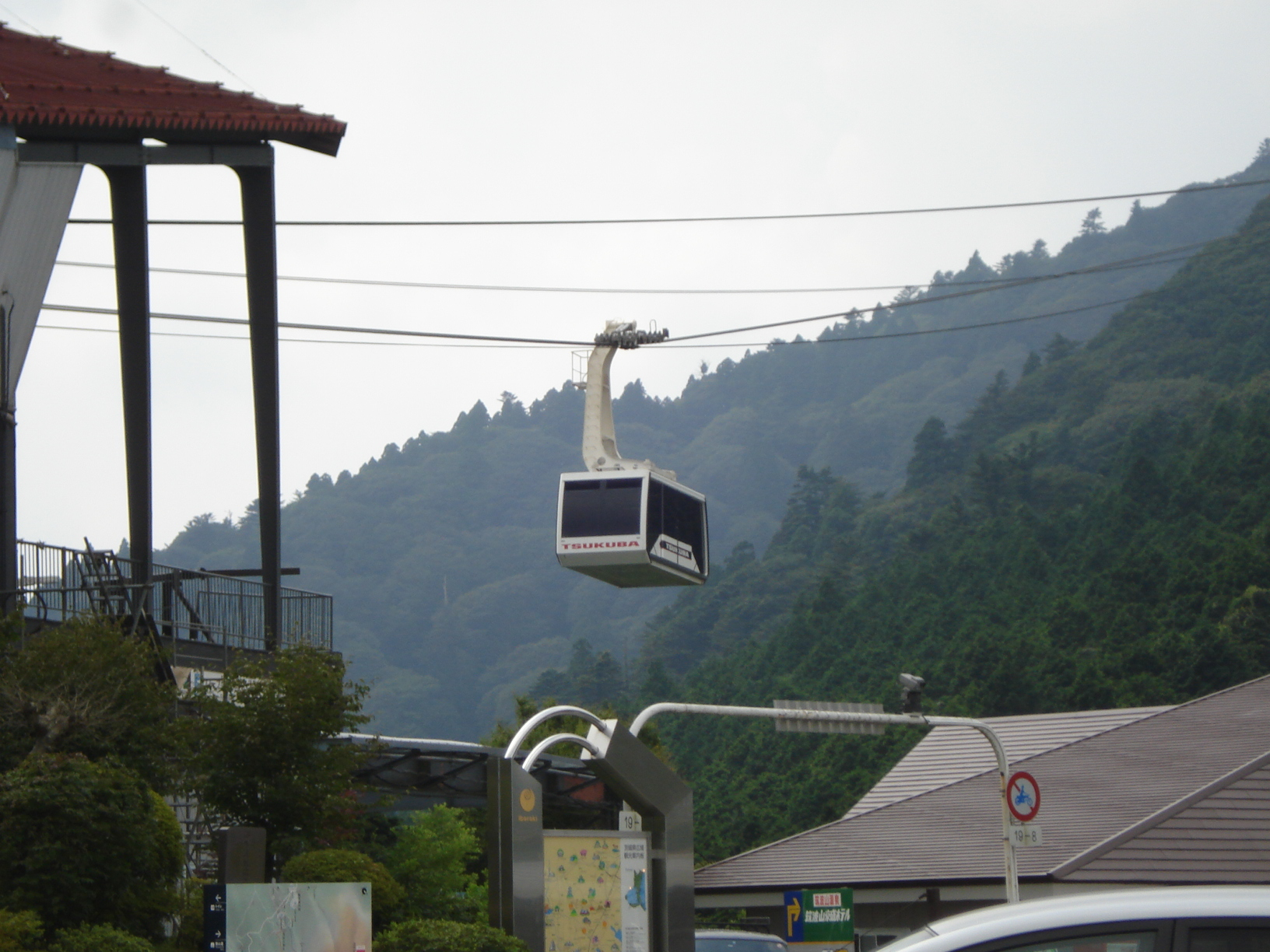
筑波山ロープウェイ
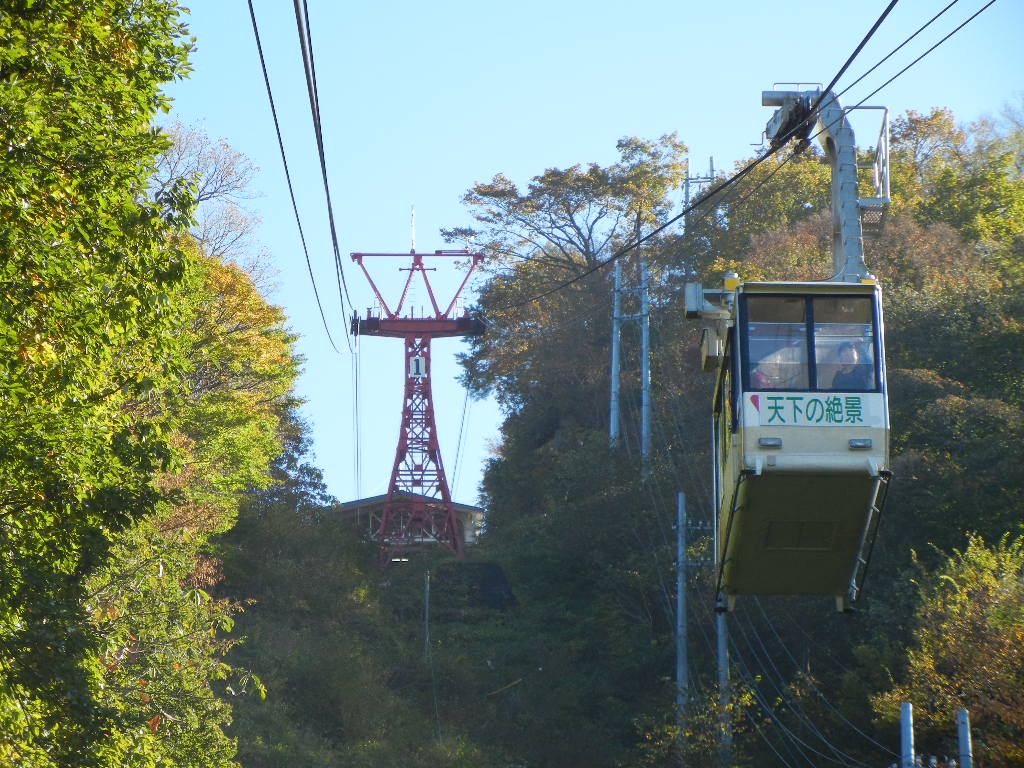
伊香保ロープウェイ
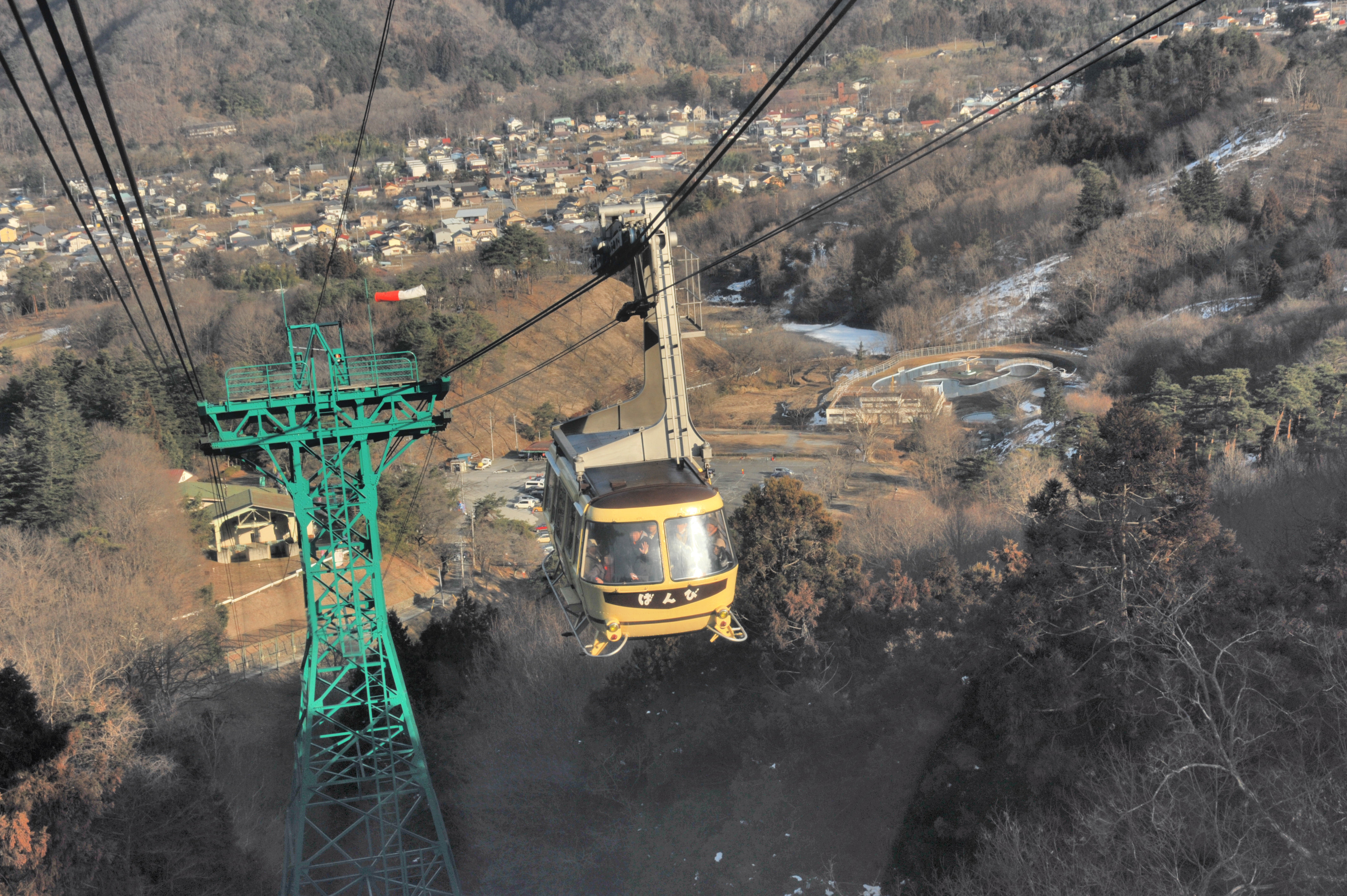
宝登山ロープウェイ
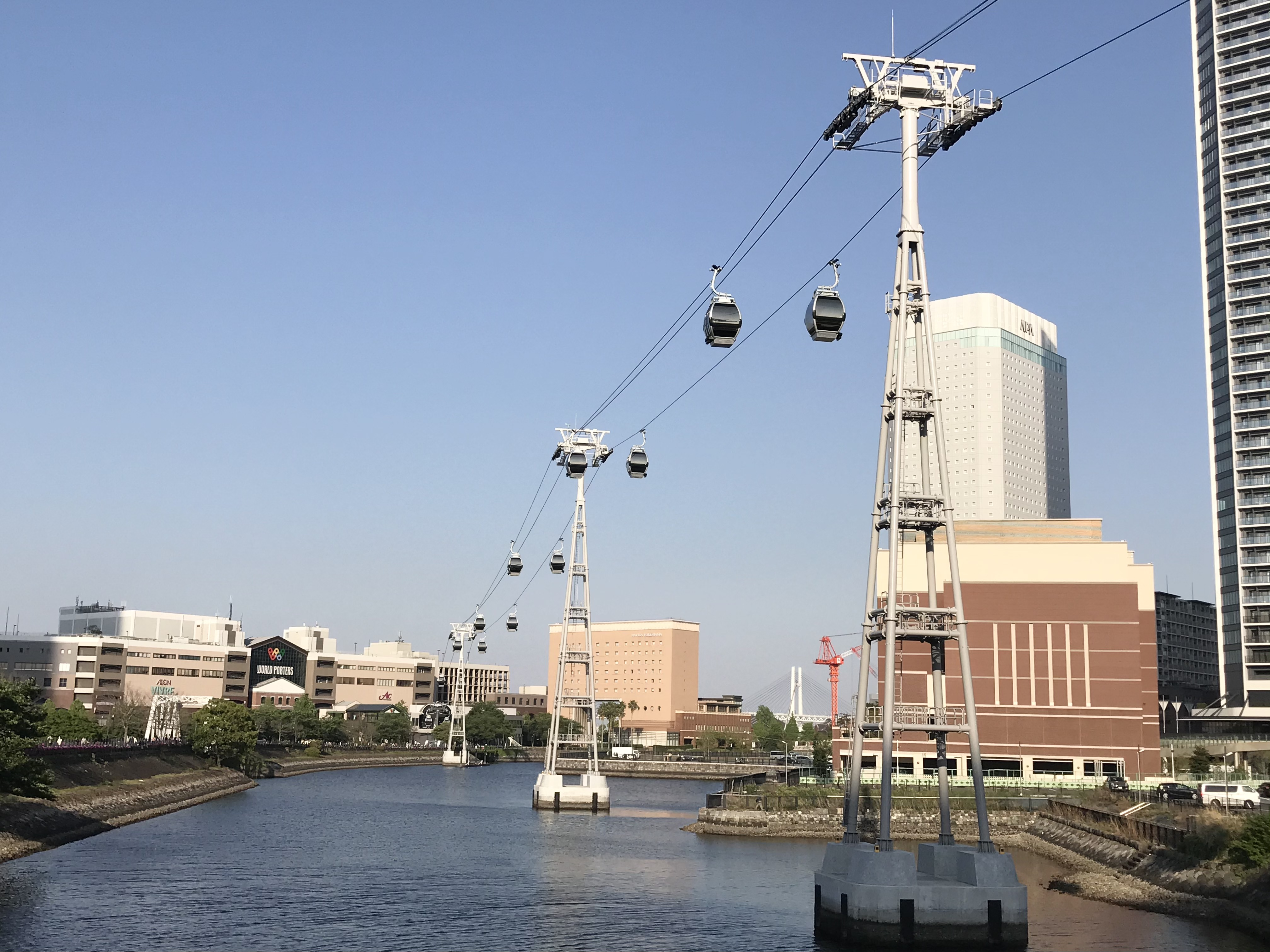
YOKOHAMA AIR CABIN
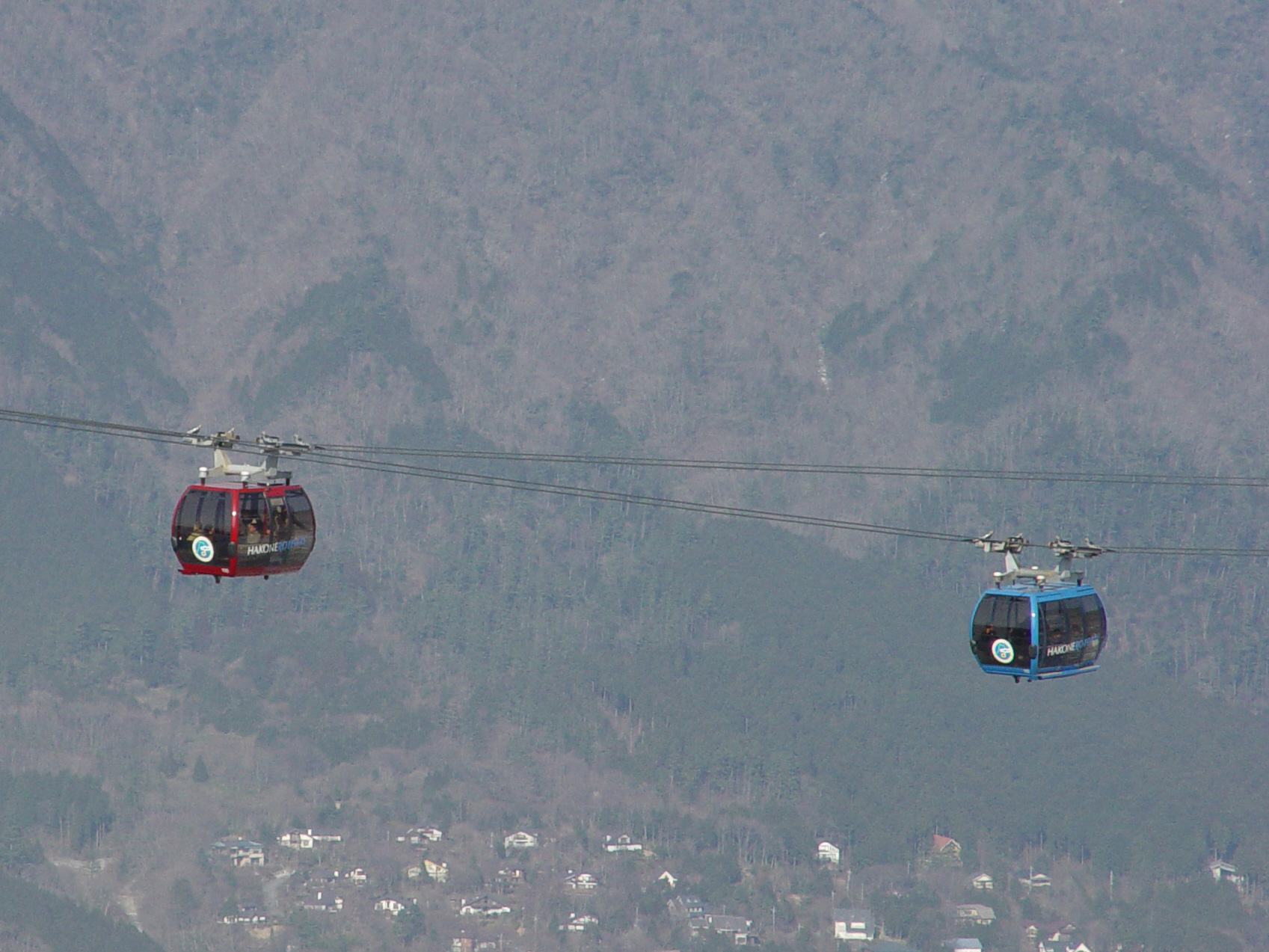
箱根ロープウェイ
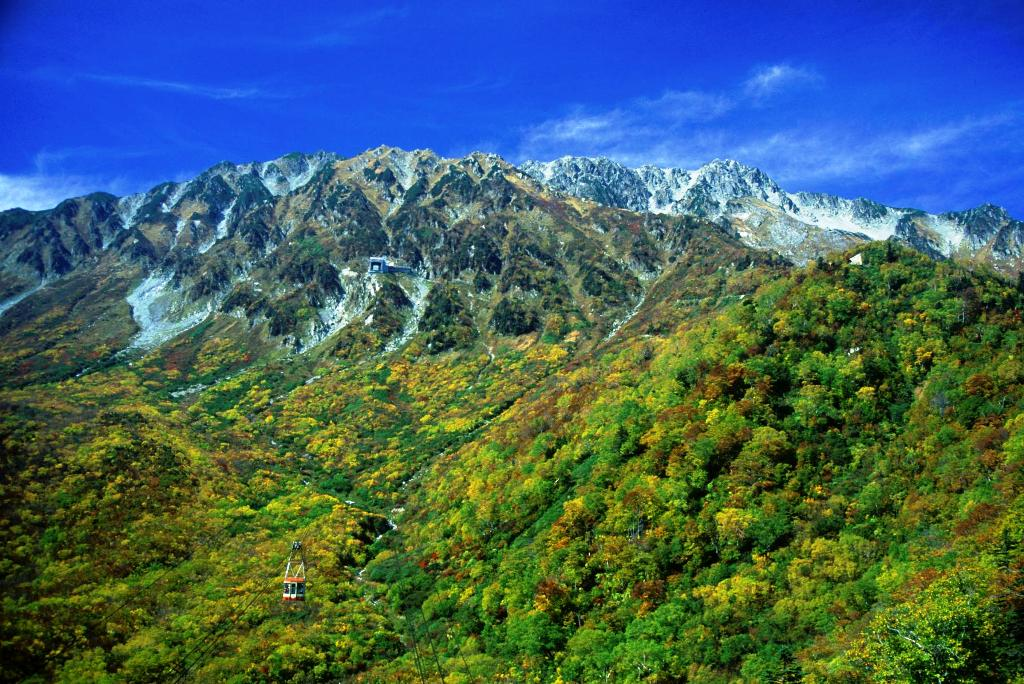
立山ロープウェイ
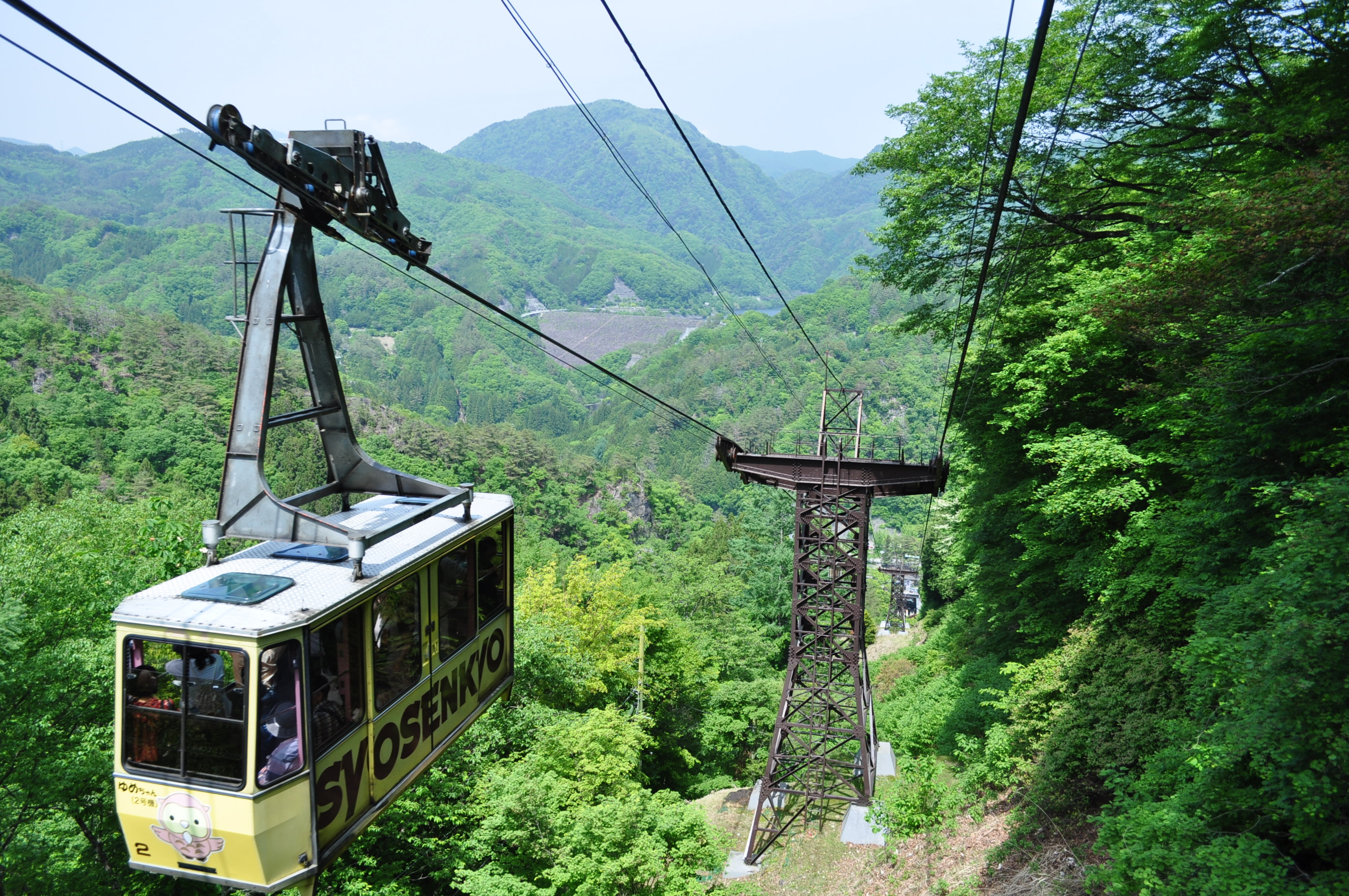
昇仙峡ロープウエイ（2018年5月16日撮影）
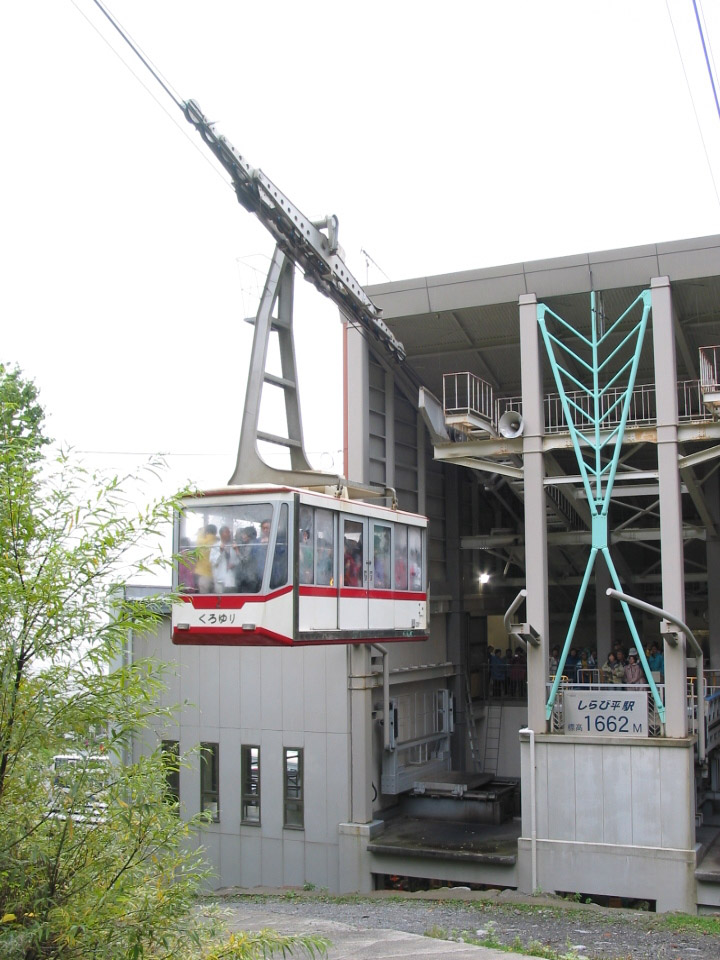
駒ヶ岳ロープウェイ
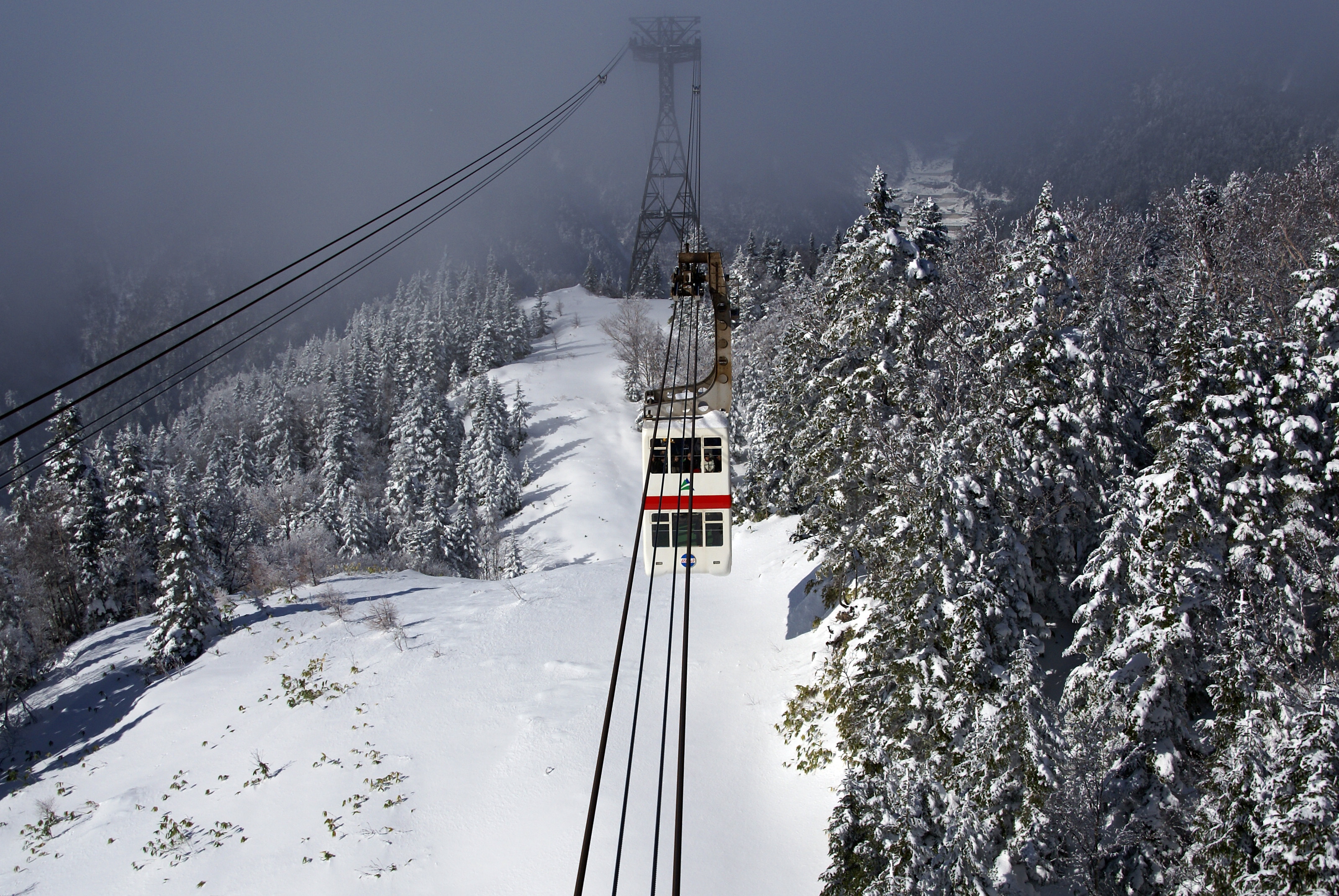
新穂高ロープウェイ
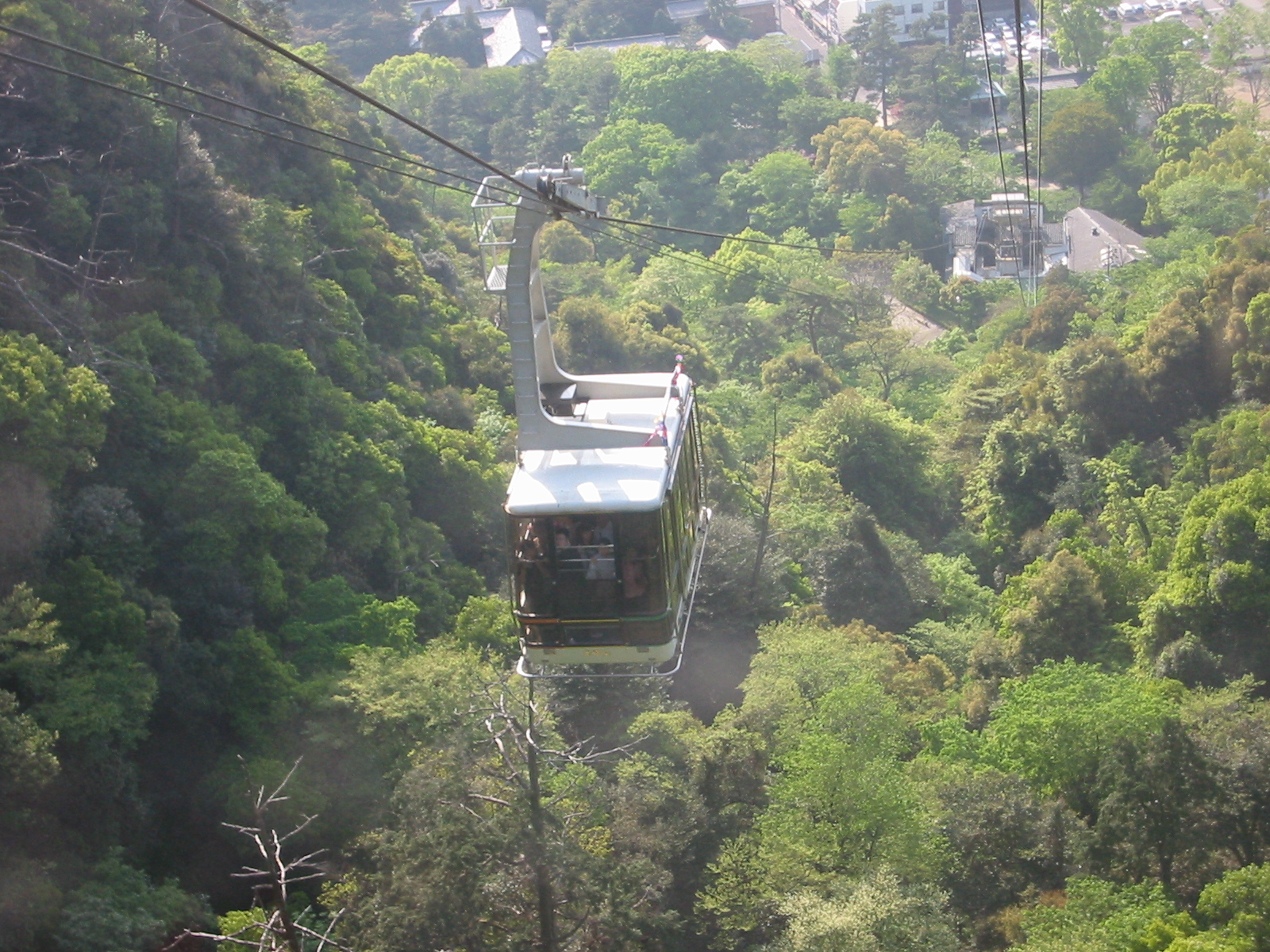
金華山ロープウェー
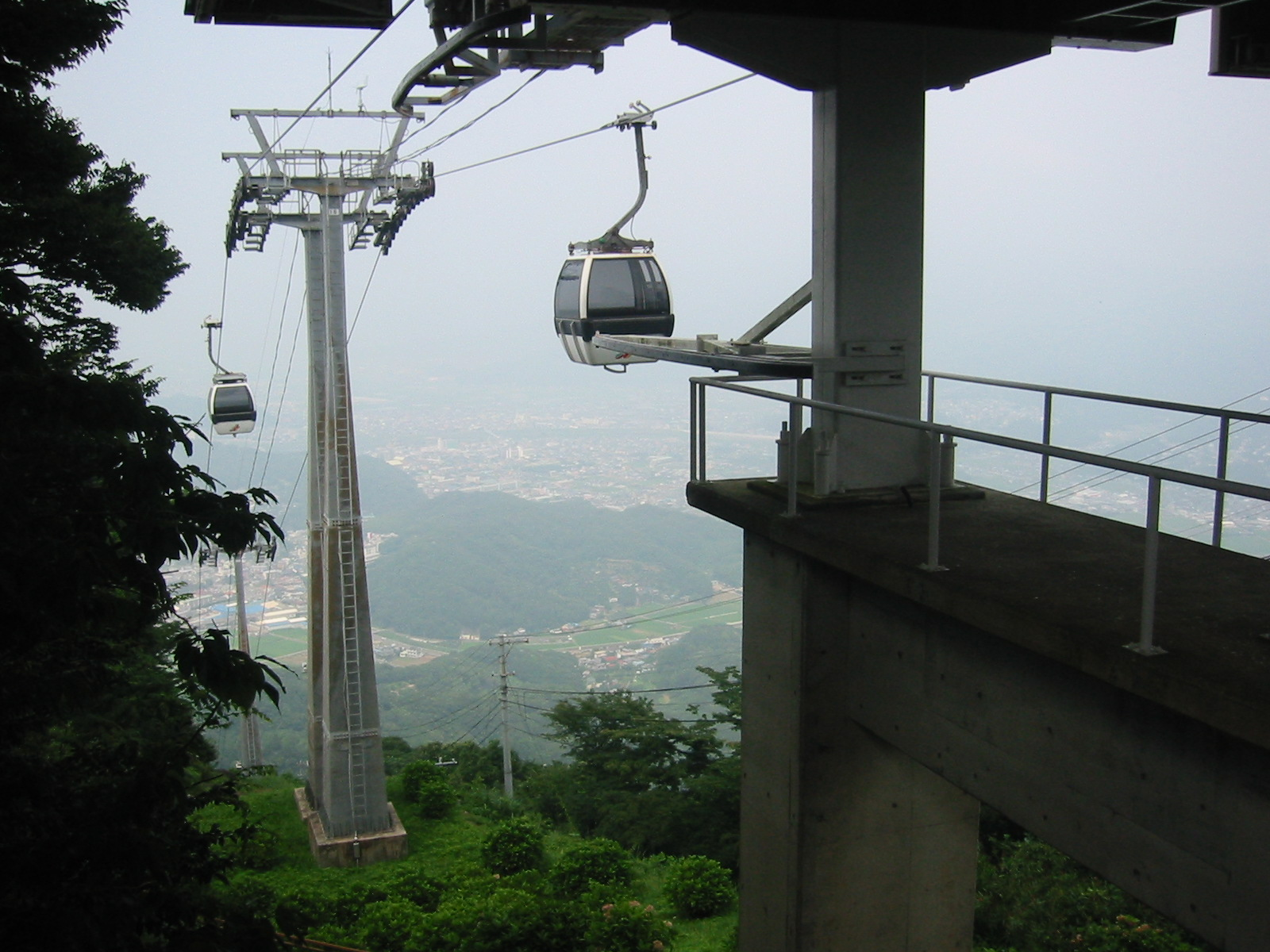
かつらぎ山ロープウェイ
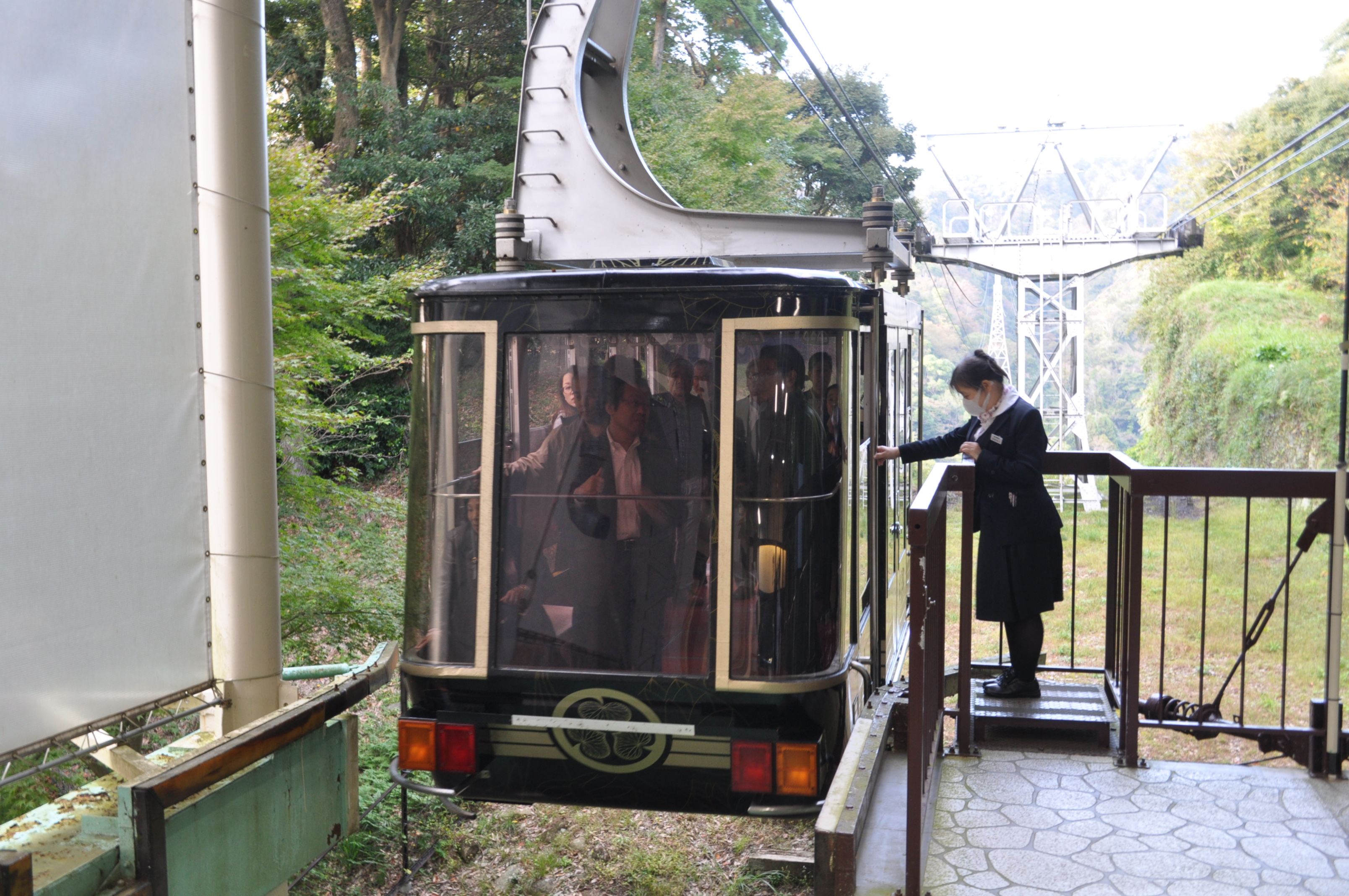
日本平ロープウェイ（2016年11月13日撮影）
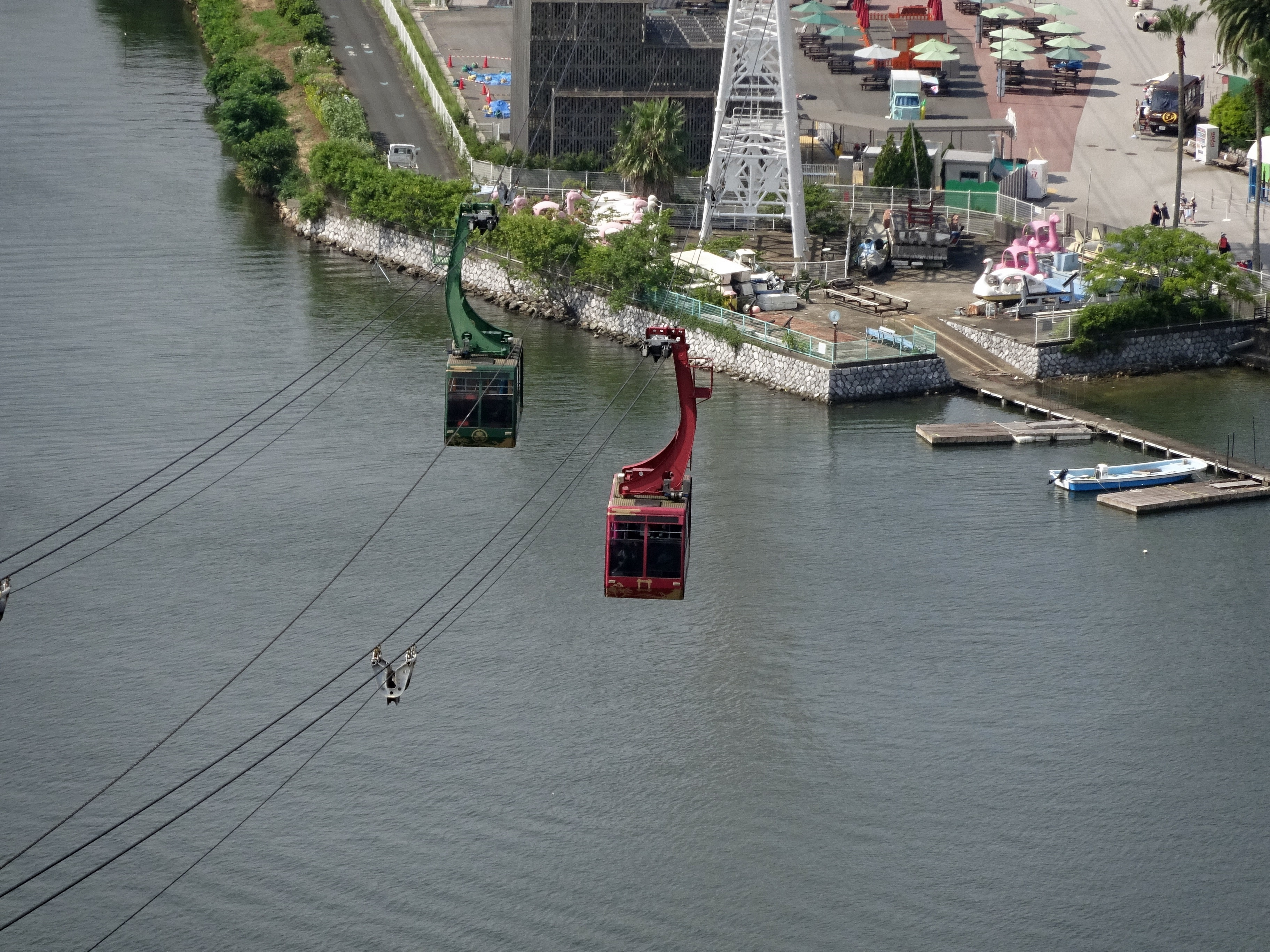
かんざんじロープウェイ
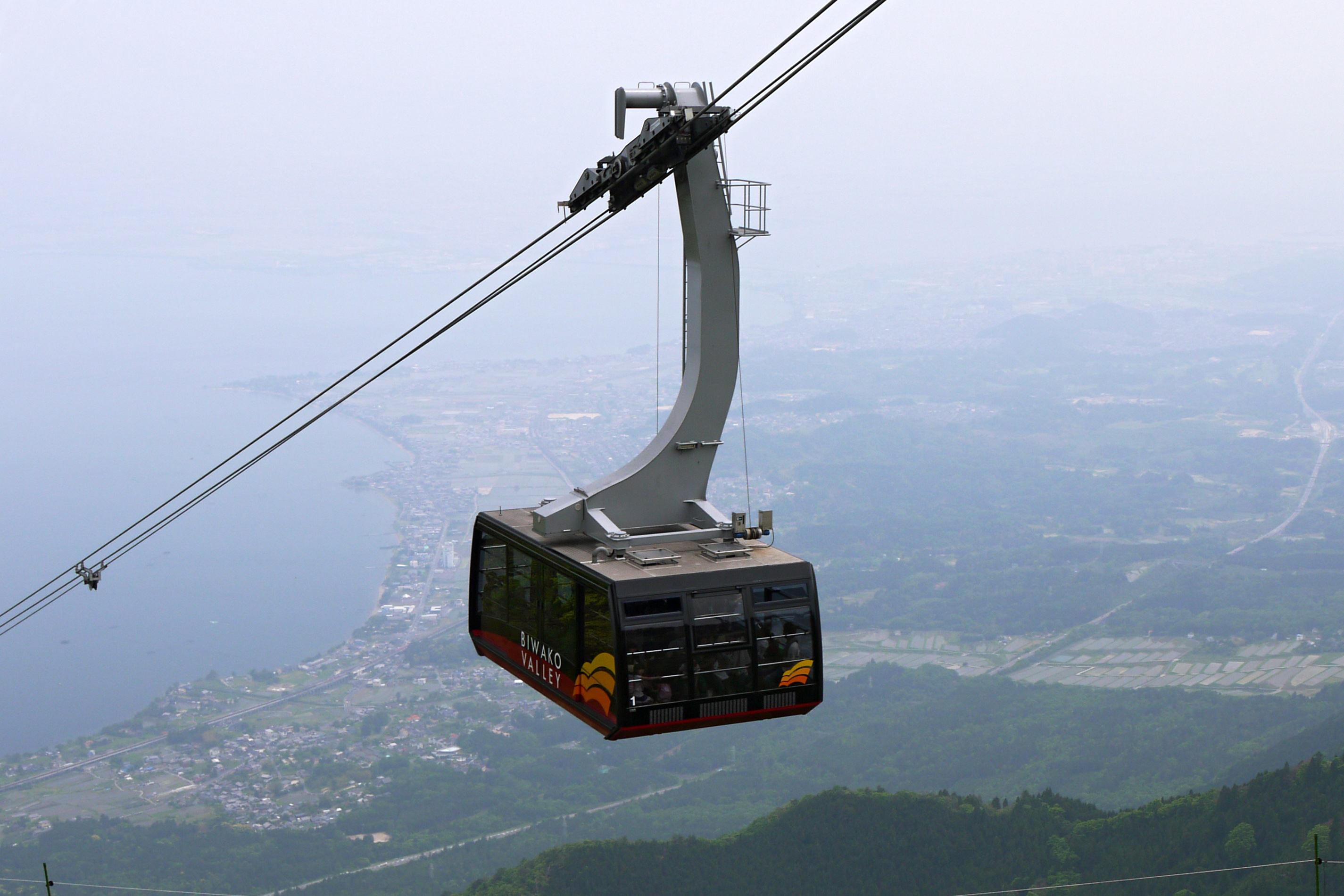
びわ湖バレイロープウェイ
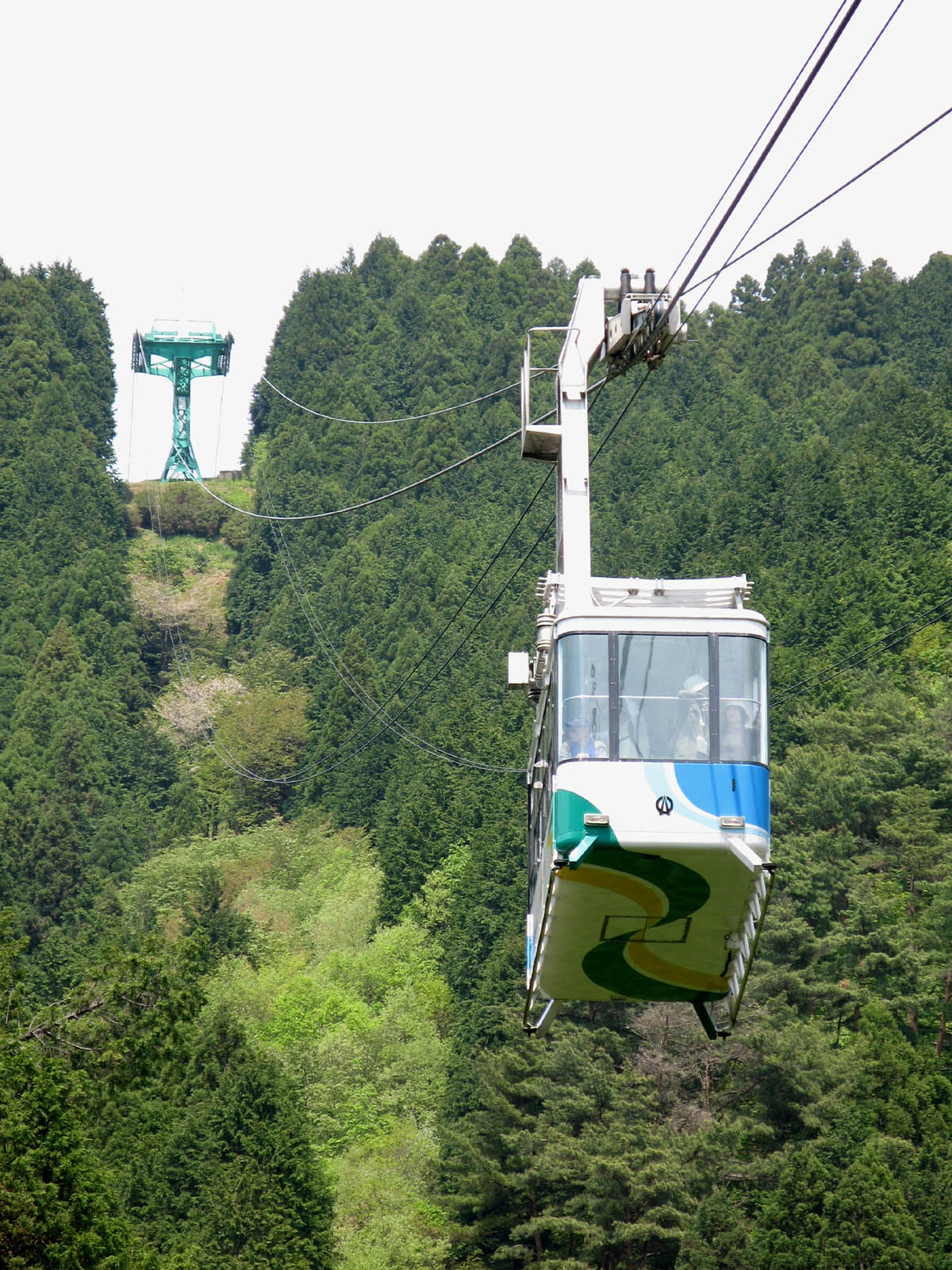
金剛山ロープウェイ
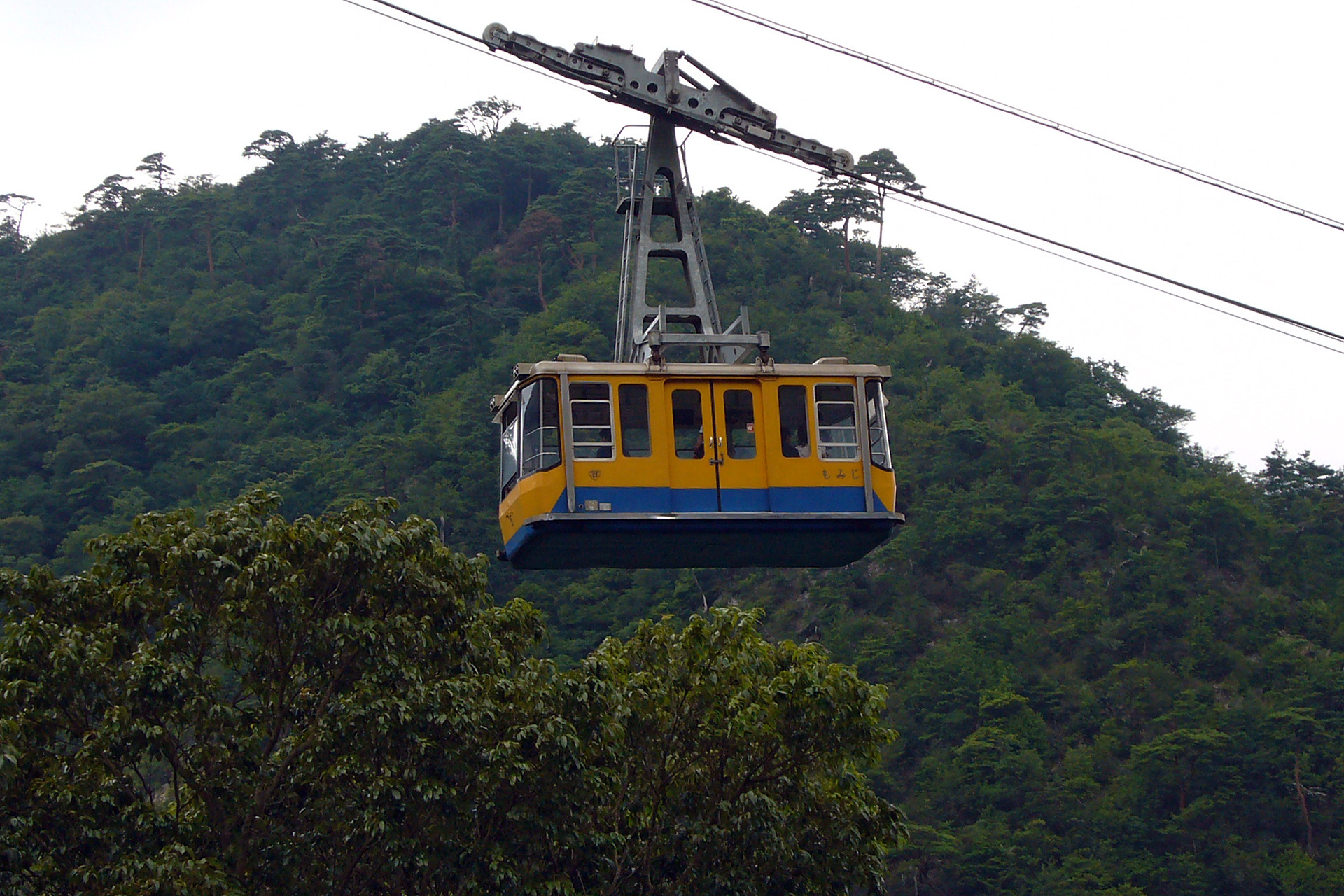
六甲有馬ロープウェー
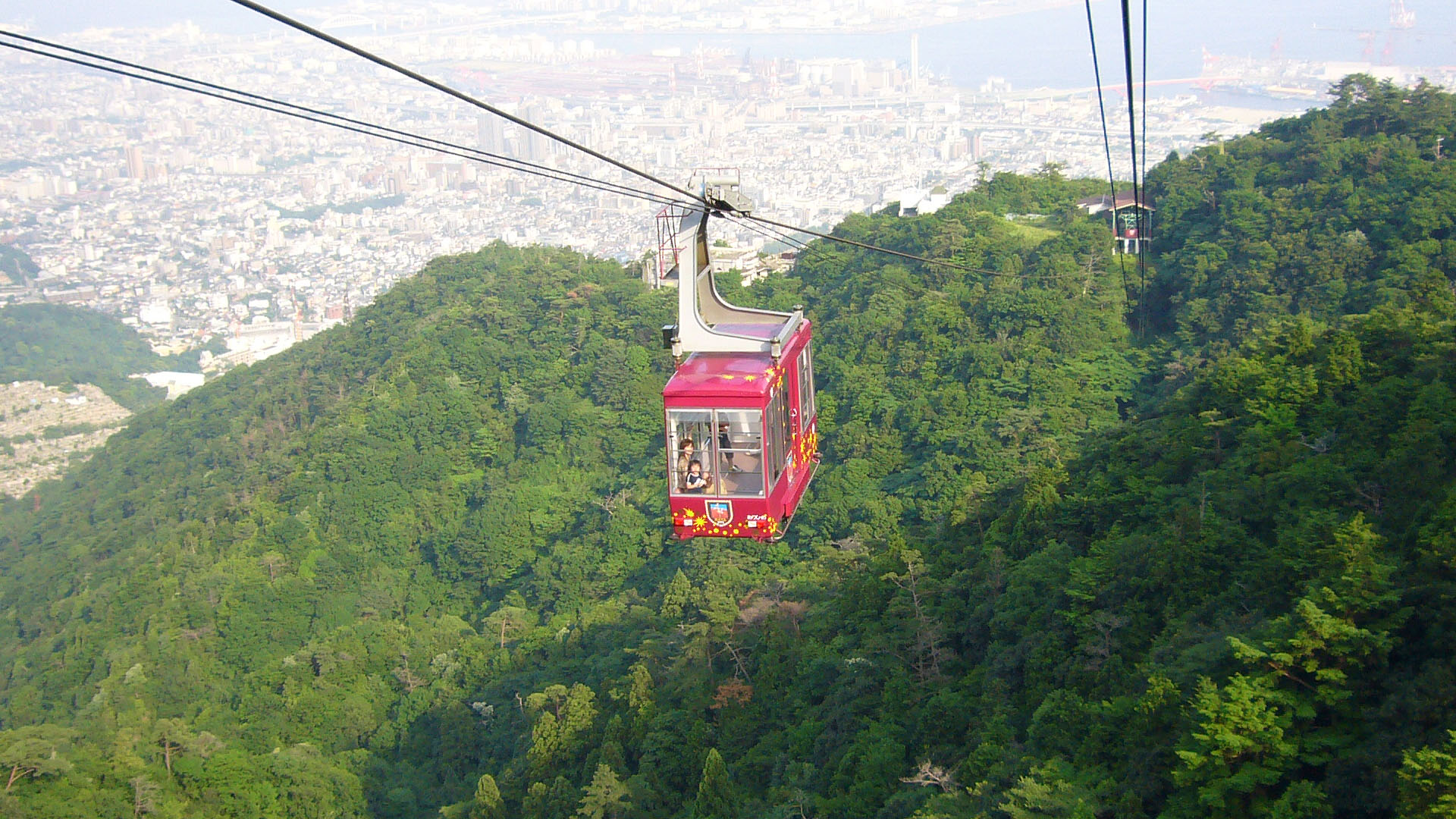
摩耶ロープウェー
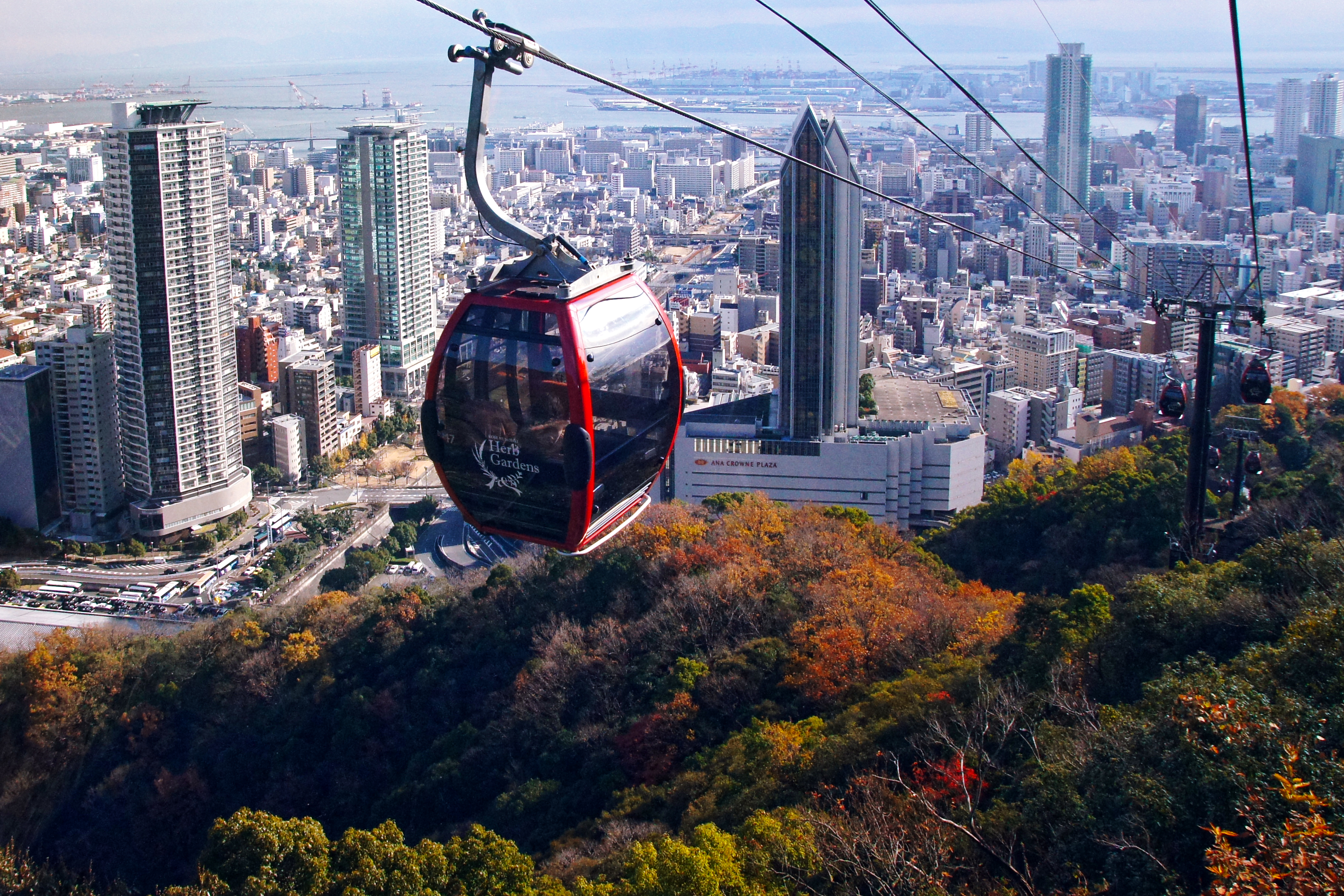
神戸布引ロープウェイ
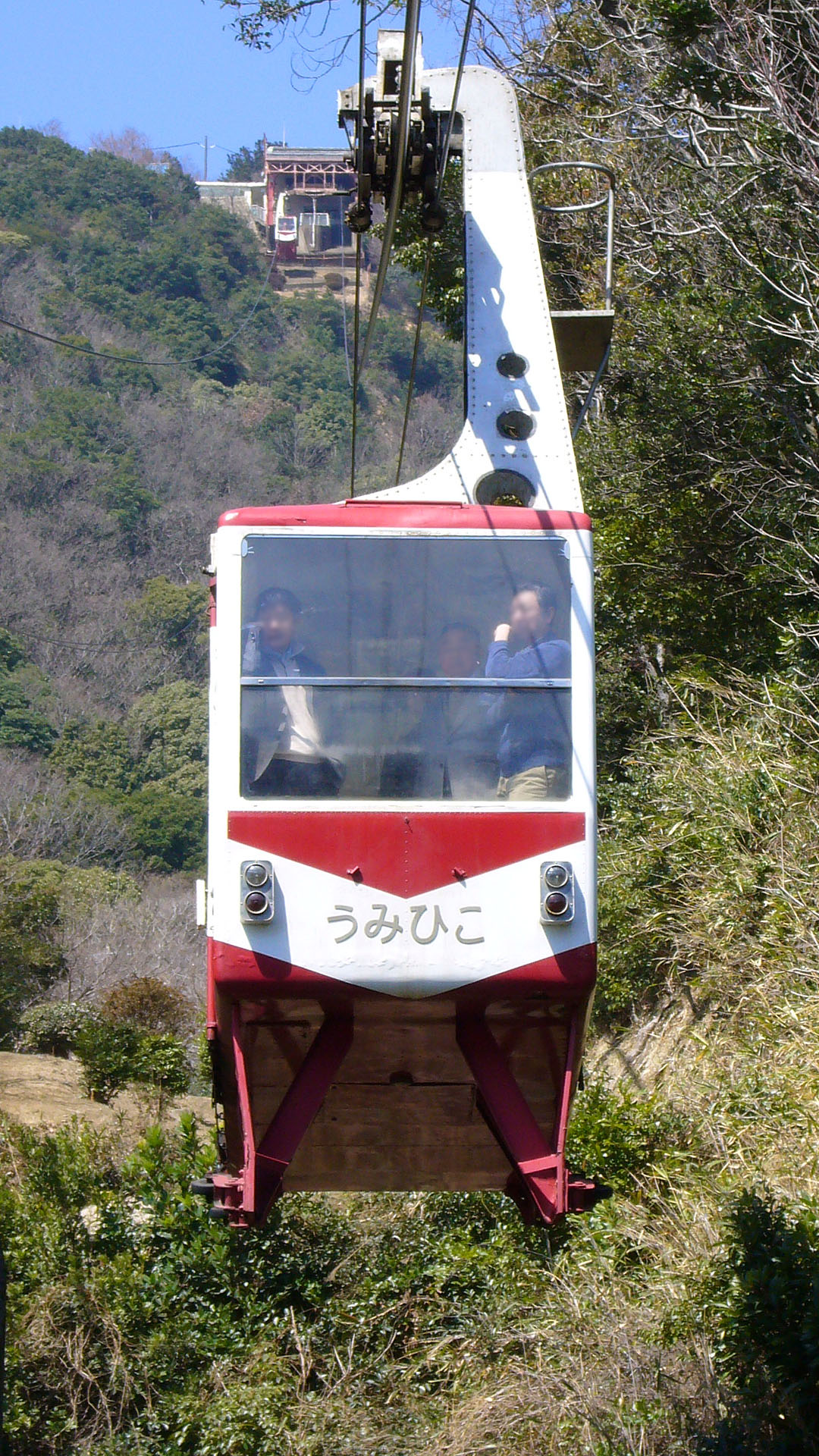
須磨浦ロープウェイ　(2代目搬器 1980年〜2007年)
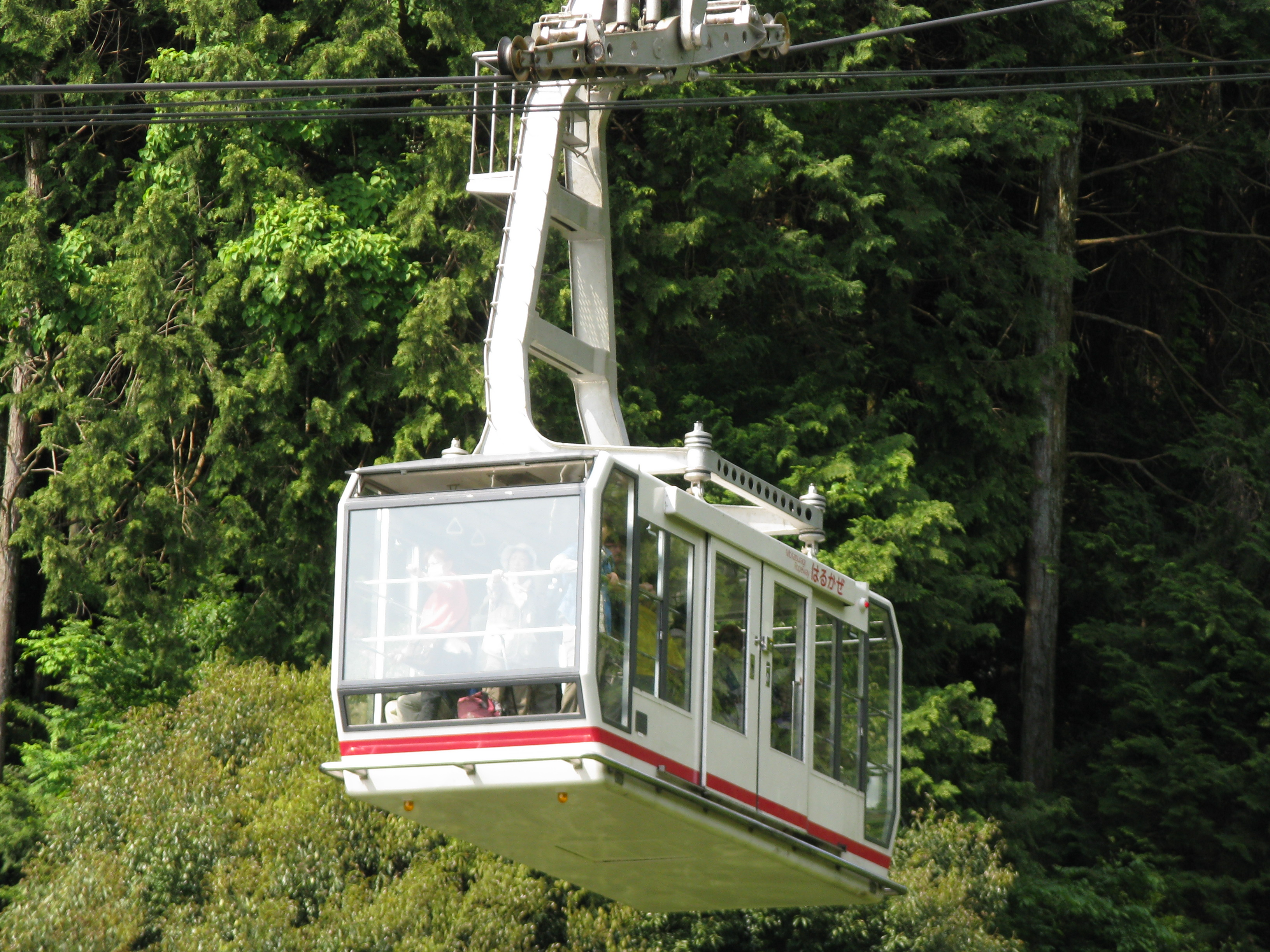
葛城山ロープウェイ
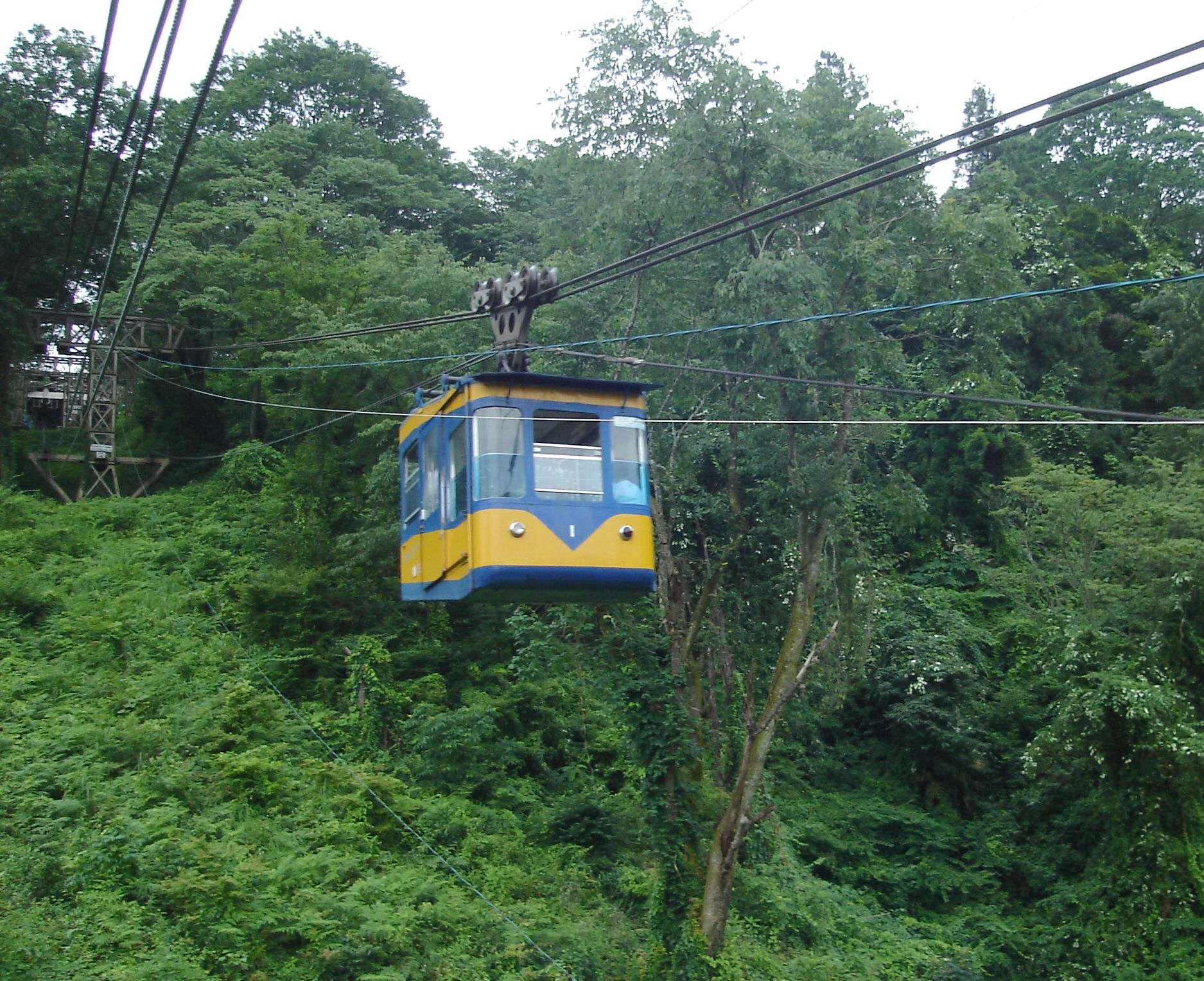
吉野ロープウェイ
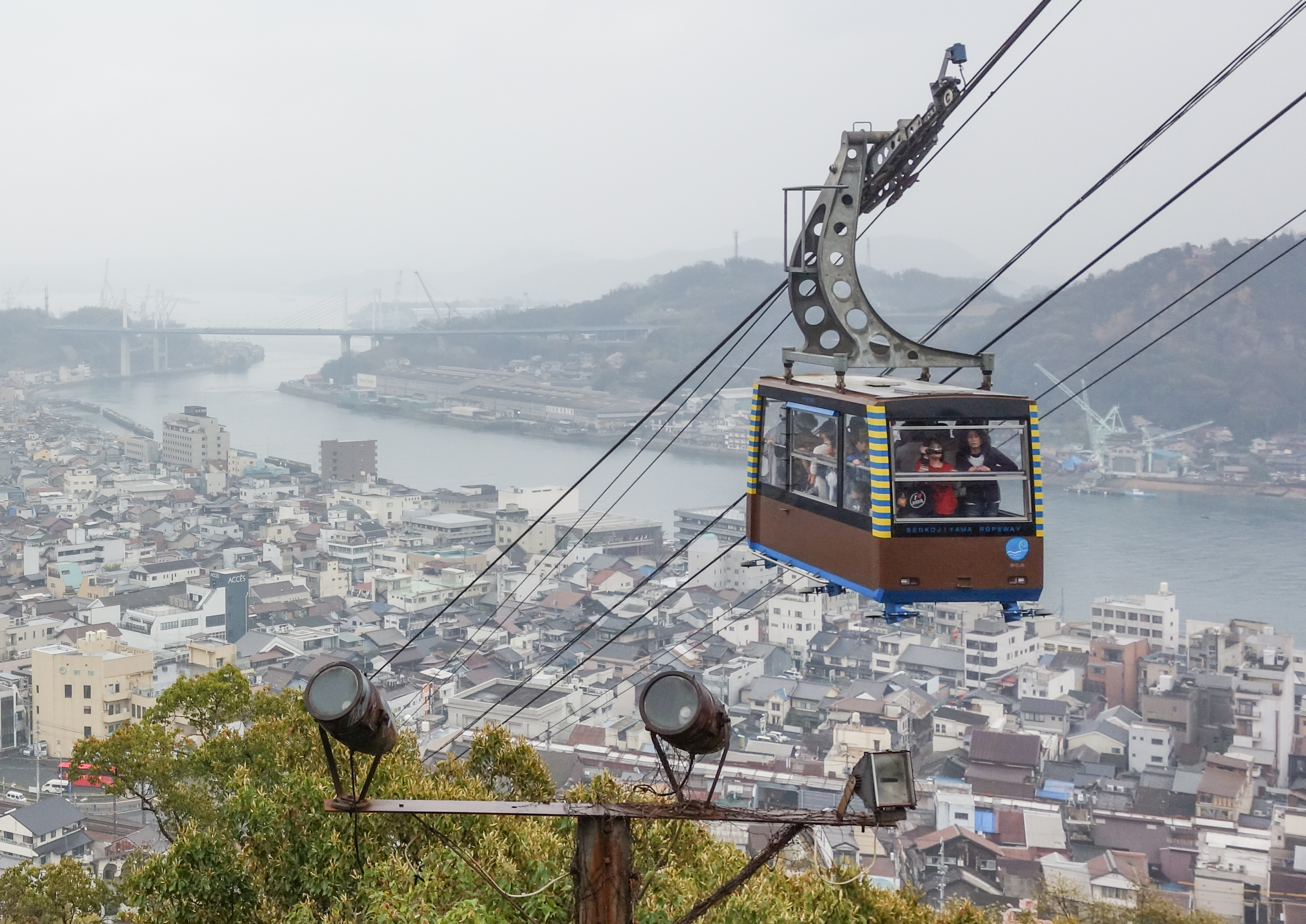
千光寺山ロープウェイ
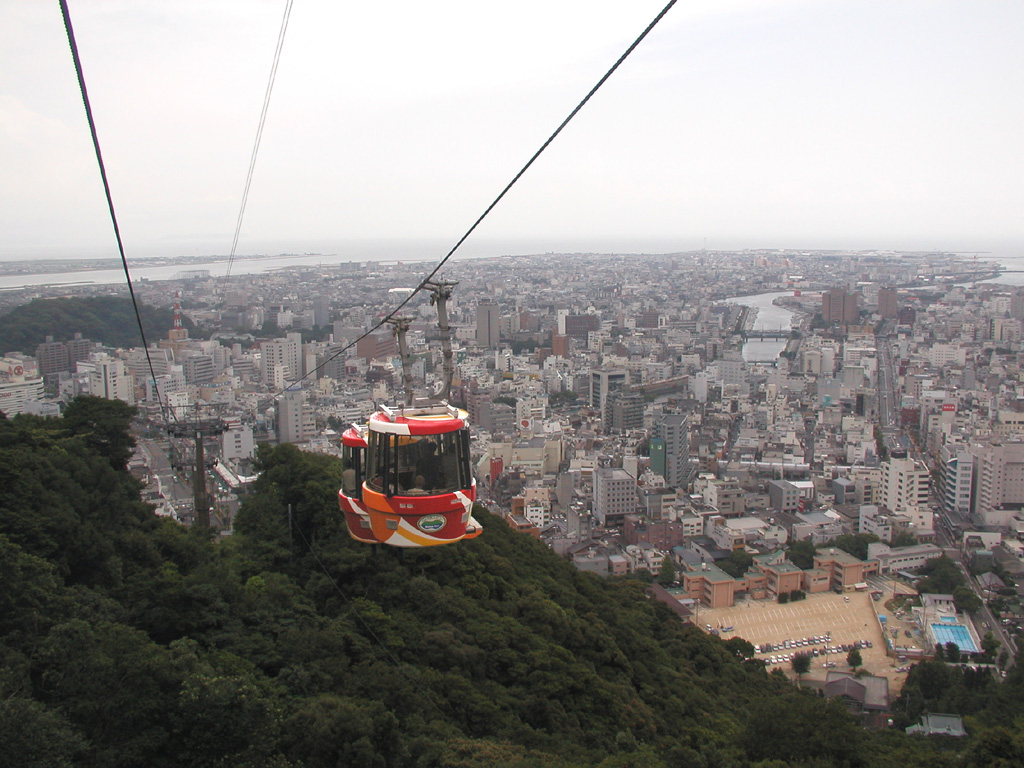
眉山ロープウェイ
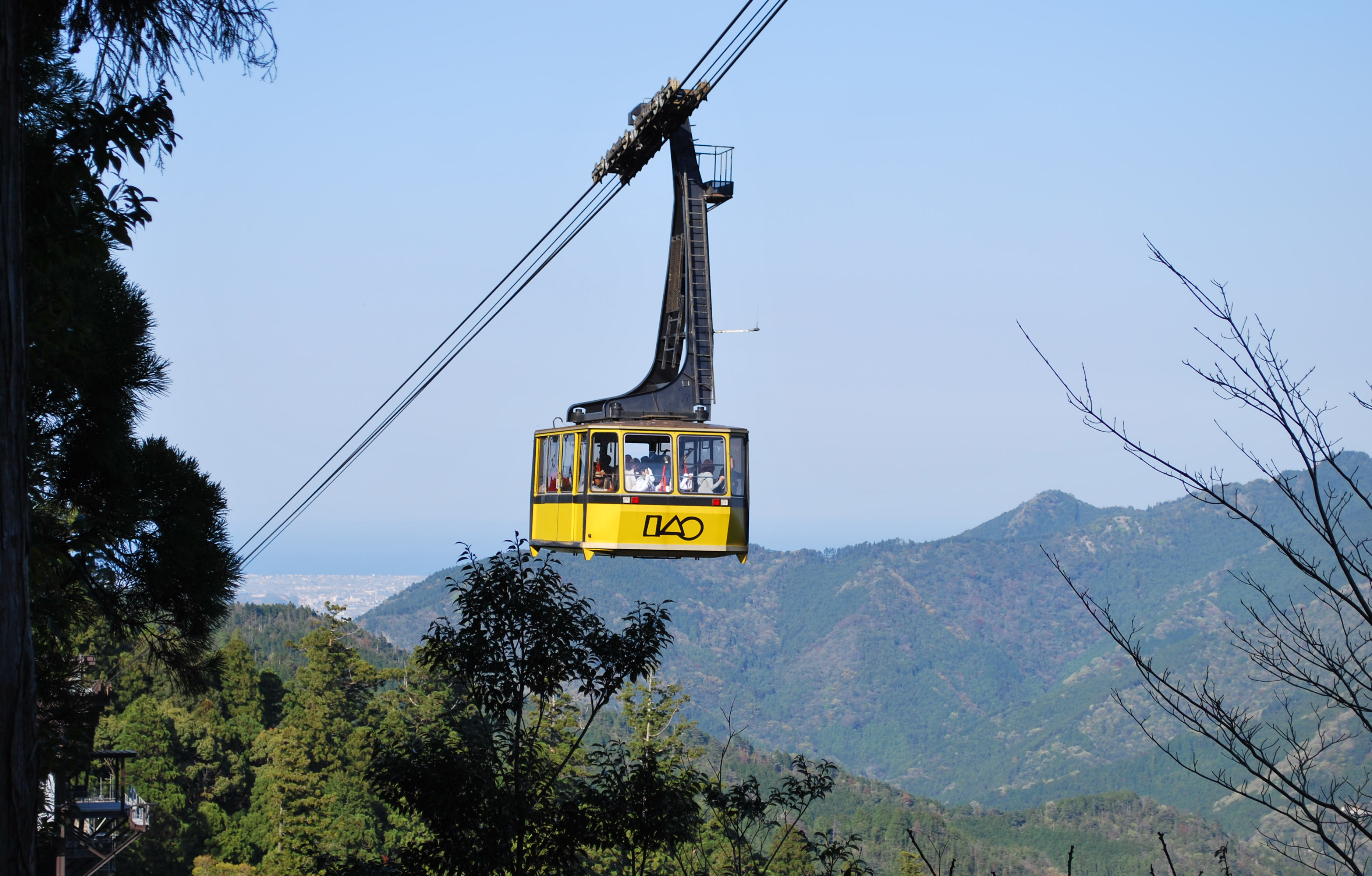
太龍寺ロープウェイ
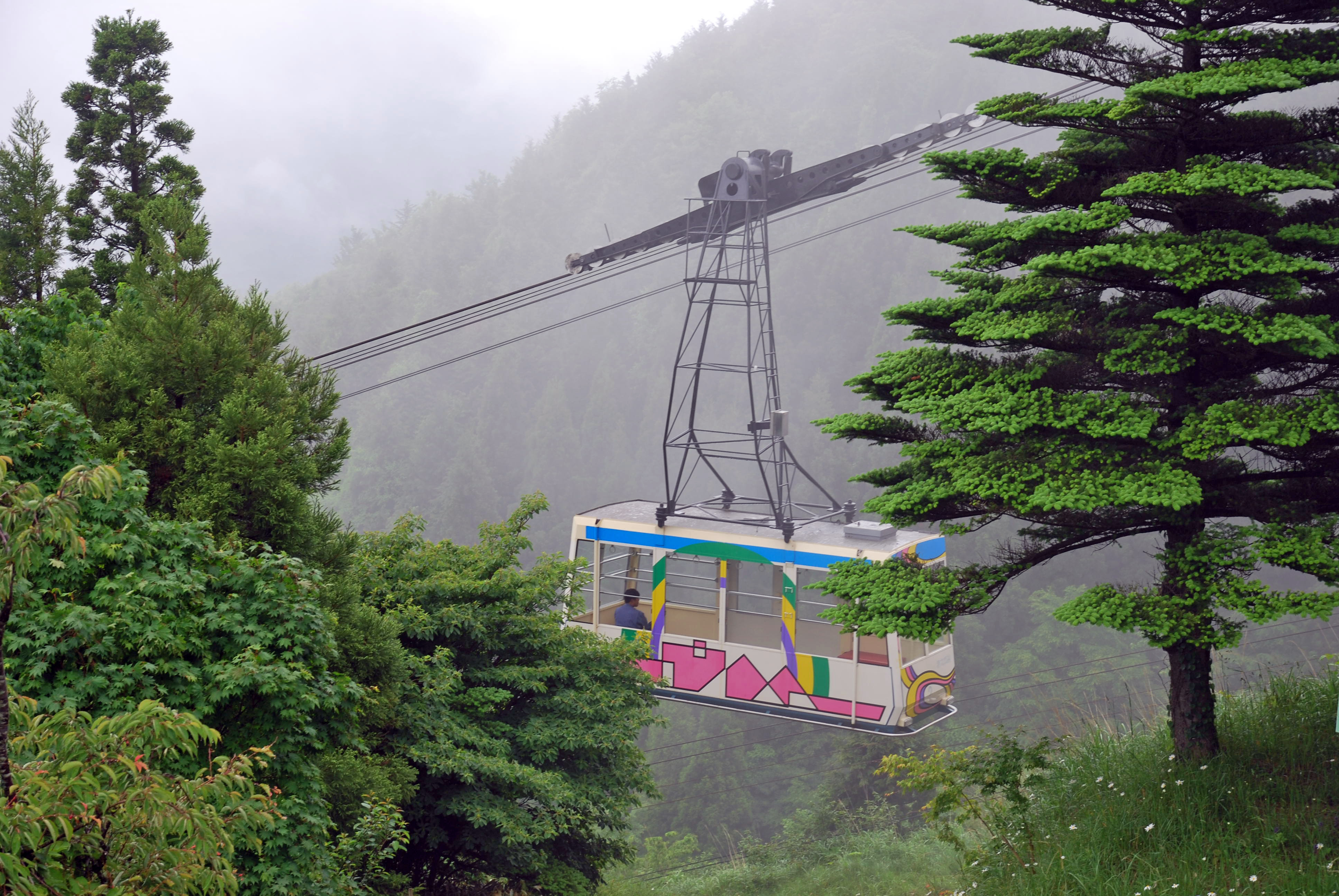
石鎚登山ロープウェイ
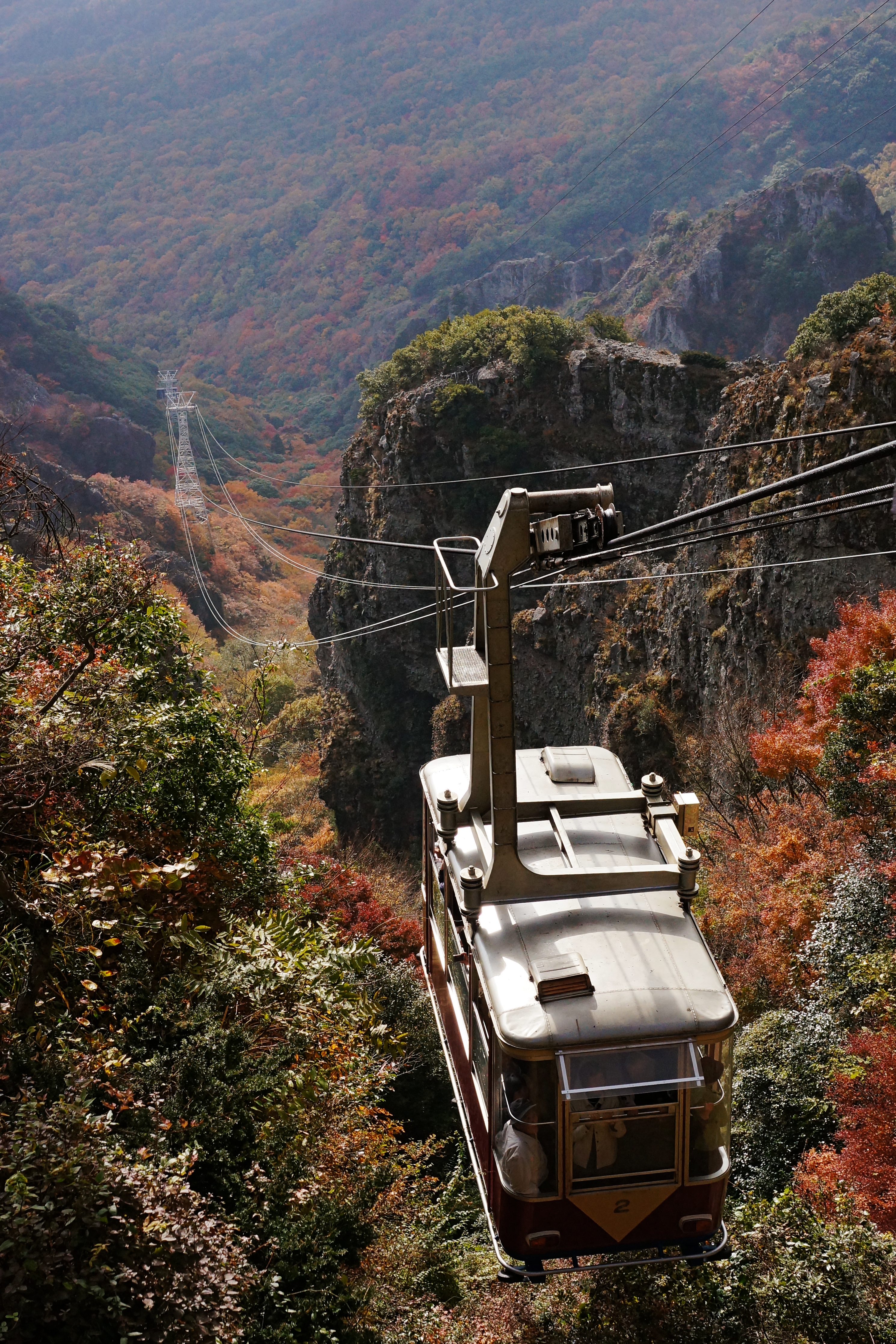
寒霞渓ロープウェイ
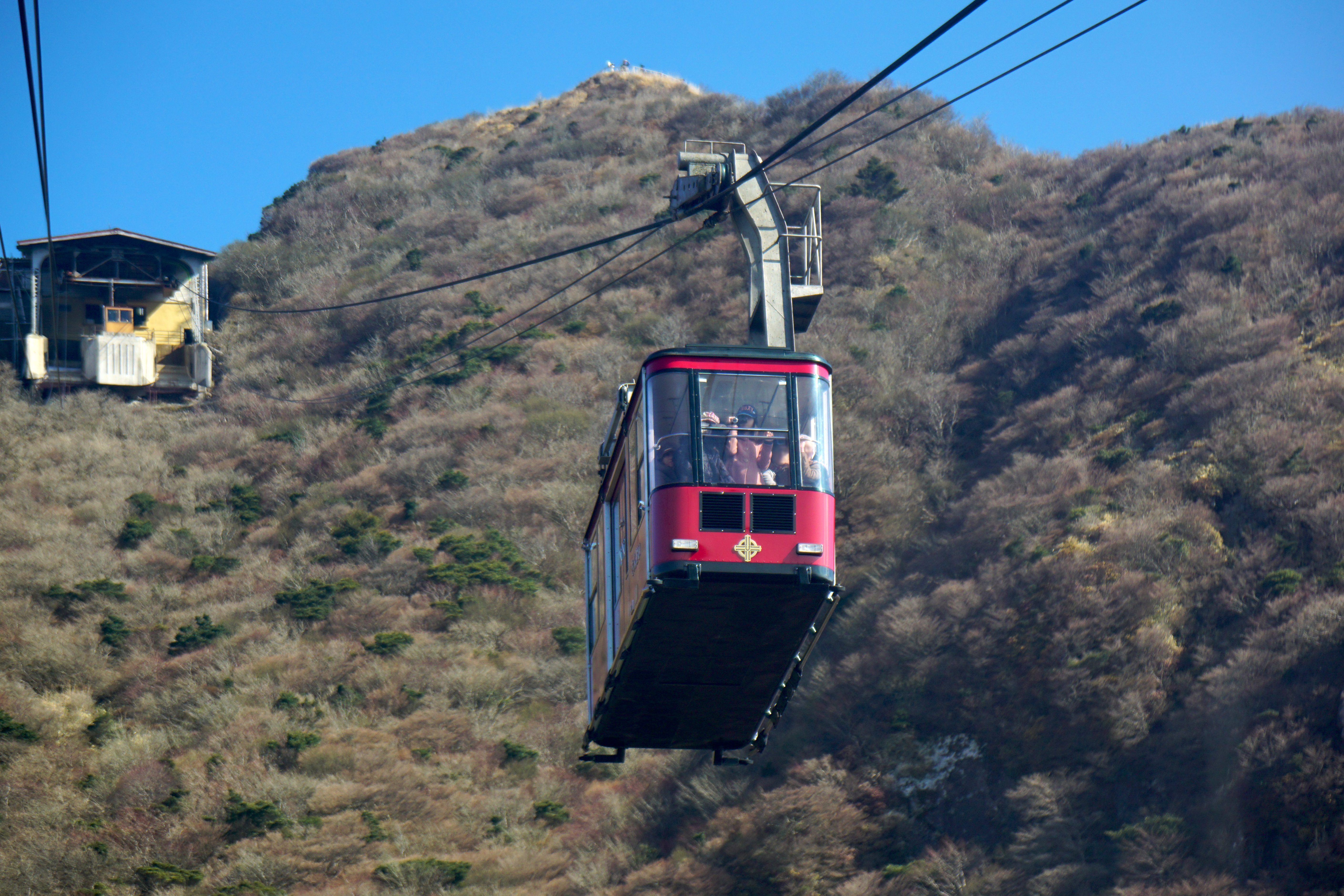
雲仙ロープウェイ
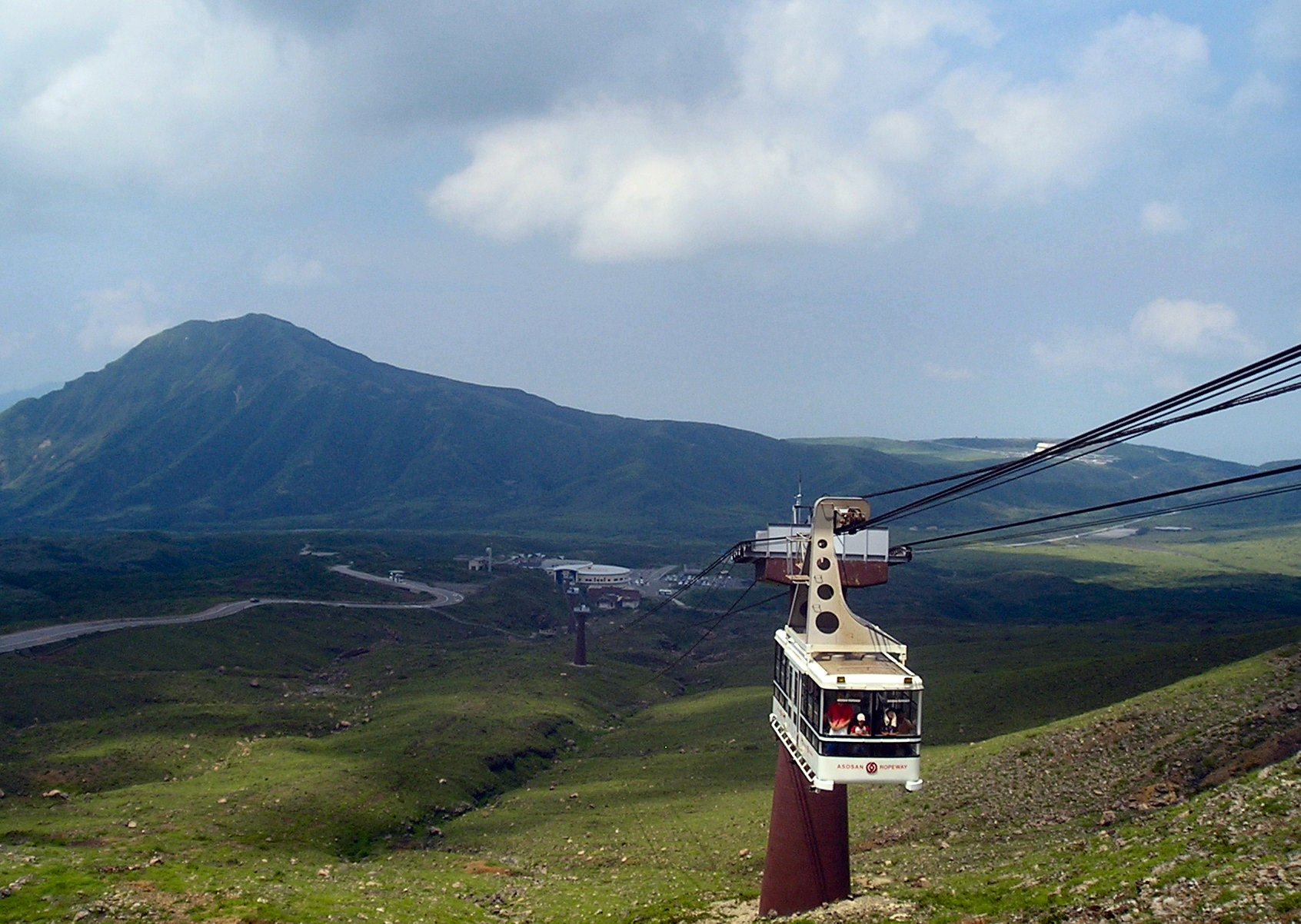
阿蘇山ロープウェー
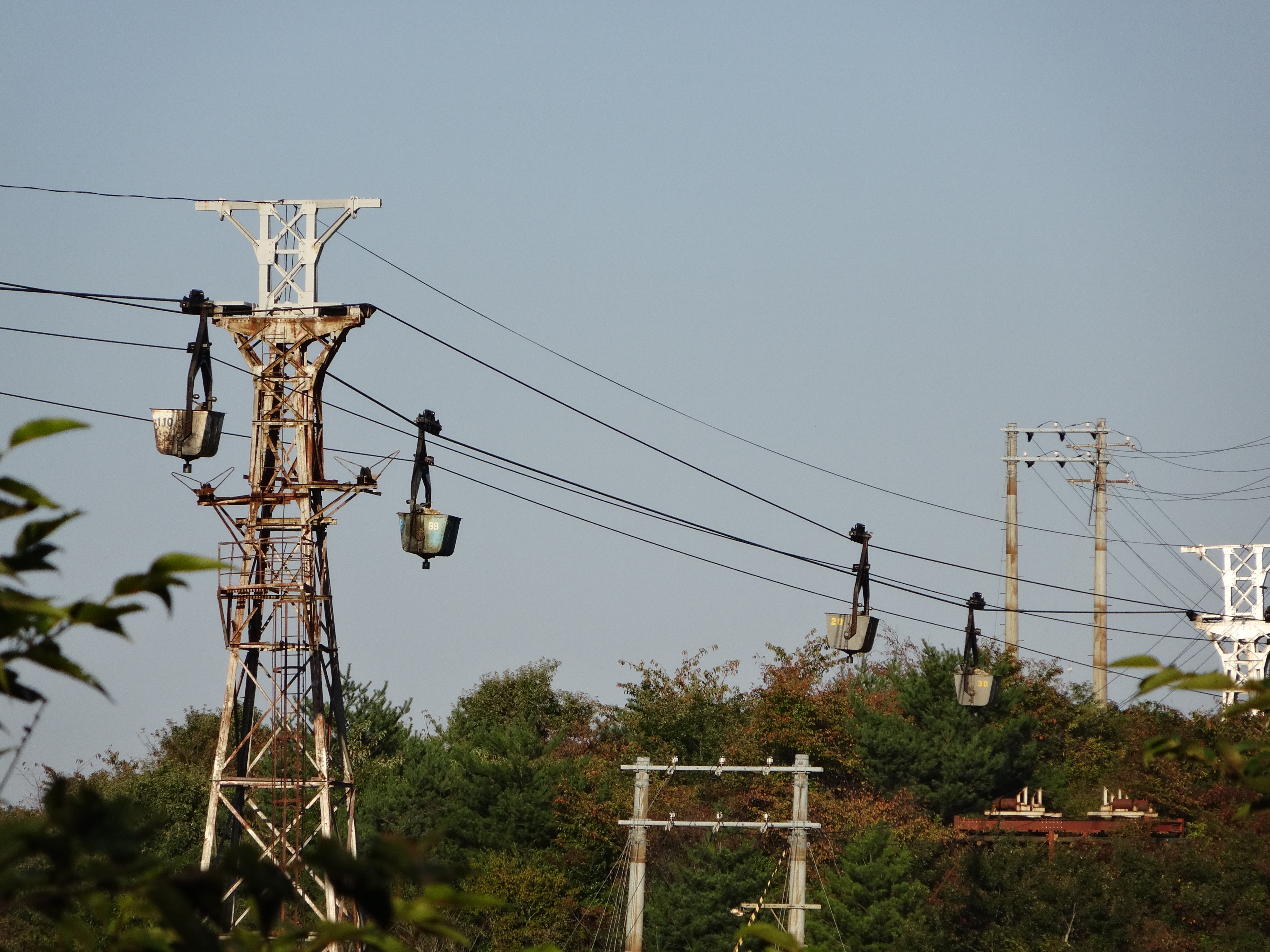
日立セメントの石灰石輸送用複線式架空索道

## 関連組織

### メーカー
ロープウェイやリフトなどの主要メーカー
- 日本ケーブル株式会社 - 日本国内シェア第1位-ドッペルマイヤー・ガラベンタ・グループの輸入販売元
- 安全索道 - 日本国内シェア第2位
- 東京索道 - 日本国内シェア第3位
- JFEプラントエンジ株式会社[23] - （旧）川鉄マシナリー（株）と（旧）太平索道社（株）が統合
- 大和索道建設
- 樫山工業　フランスのライトナー社（ポマ社）などの輸入販売・建設など
- 鹿島製作所　カーレーターなど
- 小島製作所　長野県上田市にあった会社長野県のみの索道メーカーで数が少ない現在では湯の丸スキー場に3基菅平高原スキー場に3基（1基運休中）エコーバレースキー場に6基（2023年休業中）飯綱高原スキー場に5基（廃止）のみ現存しているレアメーカである。

### 団体
- 国際索道協会（OITAF、イタリア語：Organizzazione internazionale trasporti a fune、公式サイト）
- イタリアロープウェー事業者協会（イタリア語版）
- 一般社団法人 日本索道工業会 - 索道輸送設備にかかわる事業者等から作られた業界団体
- 一般財団法人 日本鋼索交通協会

## 野猿・吊舟

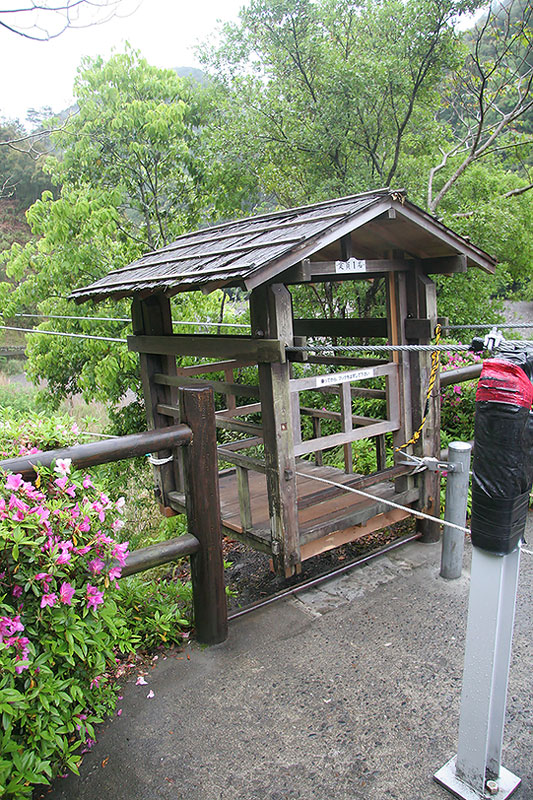
十津川村・野猿

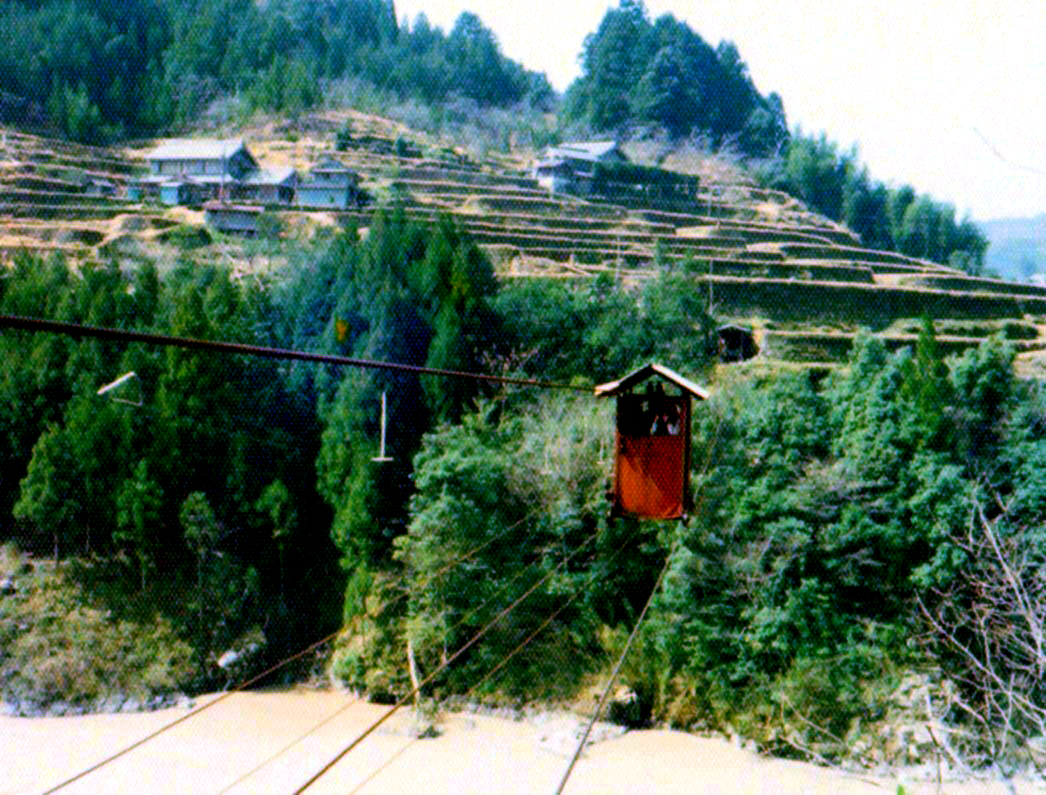
徳島県・吊舟

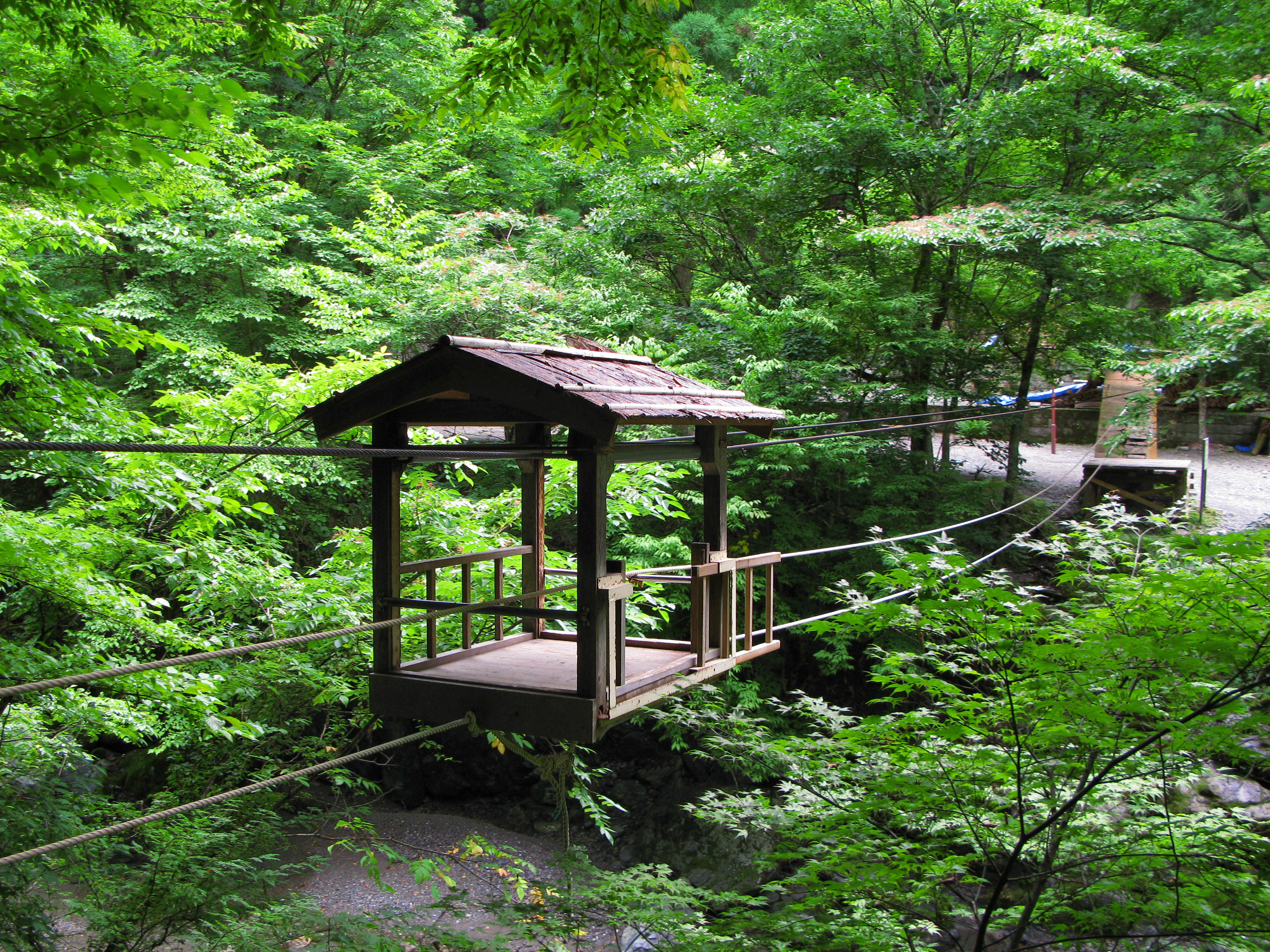
奥祖谷二重かずら橋公園の野猿

野猿
野猿（やえん）は、川を越えるなどの目的で設置された人力の索道である。川の両岸にワイヤロープを渡し、このロープに「屋形」と呼ばれる車体（ゴンドラ）をつり下げる（このロープが支索の役割を果たし、屋形が搬器に相当する）。利用者は屋形に乗り、別に渡されたロープ（このロープが曳索の役割を果たす）をたぐることで屋形を前進させる。この様子が猿に似ていることから「野猿」と呼ばれる。江戸時代には籠渡しと呼ばれ、橋をかけることができないか困難な渓谷、または橋の建設が許可されていない流刑地で運用された。現在は既に実用の交通手段として使われていないが、奈良県十津川村や、徳島県三好市の奥祖谷二重かずら橋公園で見られる。なお、同様の構造を持つものがフィールドアスレチックのアトラクションとして使われている事があり、一例として鬼怒川にある鬼怒グリーンパークの水上アスレチックアトラクションの一つとなっている。他にも、この方法で山林から木材を搬出する索道では「矢遠」の表記が用いられることがある。
吊舟
かつては徳島県那賀郡相生町など（現那賀町）に「吊舟（つりふね）」と称する人力の索道がいくつかあった。当初は野猿と同様のものであったが、戦後に鉄製の搬器で自転車のようにサドルとペダルを備え足で操作することによって進むものが現われた。観光施設などではなく、最後まで町道にも指定された生活の足であった。橋の整備により次第に数を減らし、末期は川浦地区と国道を結ぶ「川浦の吊舟」のみが残されていたが、1999年に橋の整備により廃止、撤去された。

## ロープモノレール
搬器自体に動力（ディーゼルエンジンなど）を備え、これによって油圧モーターを作動させ、支索上を自走する方式である。モノレールの一種としても扱われる。

日本においては、高知市の五台山で1969年から1978年にかけて、山麓から山頂の展望台まで、「五台山ロープモノレール」が運行されていた。

## 事故・故障の例
モーターが諸事情で停止してしまう事故の他、きわめて稀なケースで搬器がロープをつかみ損ね滑り落ちて転落する事故が長野県三岳村の御岳ロープウェイで起きている。また整備で機械に挟まれ死亡する事故も起きている。

### 一覧
アジア
- 1990年トビリシ・ロープウェイ事故 (en:1990 Tbilisi aerial tramway accident)
- シンガポール・ケーブルカー落下事故（英語版） - 下の水路を通過していた石油採掘装置がロープと接触し、ワゴン二つが水中に落下。

ヨーロッパ
- オーストリアケーブルカー火災事故 - トンネル内での火災により155人が死亡。
- カヴァレーゼ・ロープウェイ切断事故 (1976年)（英語版） - 20世紀最大の43人の死者を出したイタリアの強風による事故。
- チェルミス・ロープウェイ切断事件 - イタリア・カヴァレーゼ近郊で米軍機が低空飛行を行いケーブルを切断してしまったために起きた事故。
- サン＝テティエンヌ＝アン＝デヴォリュイ・ロープウェー落下事故（英語版） - メンテナンス不良により滑り降りて脱線して落下。
- ストレーザ - モッタローネ・ロープウェイ落下事故 - メイン搬送ケーブルが断線。原因調査中。コロナ流行により、2日前まで運行しておらず、キャビンは定員47人のところ15人の乗客を乗せ運行を行っていた。